# Arbre principal d'un moulin

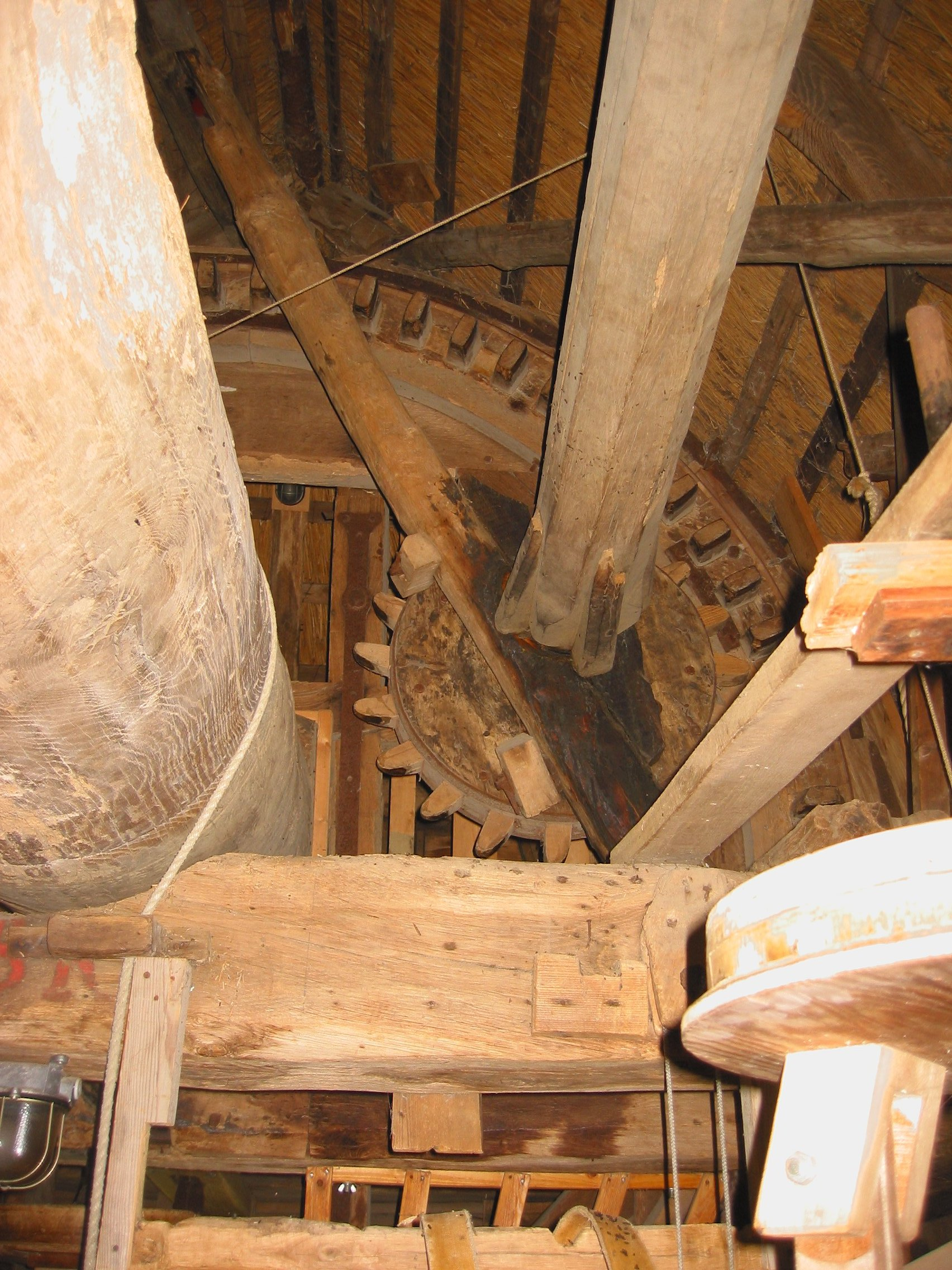
Arbre supérieur en bois.

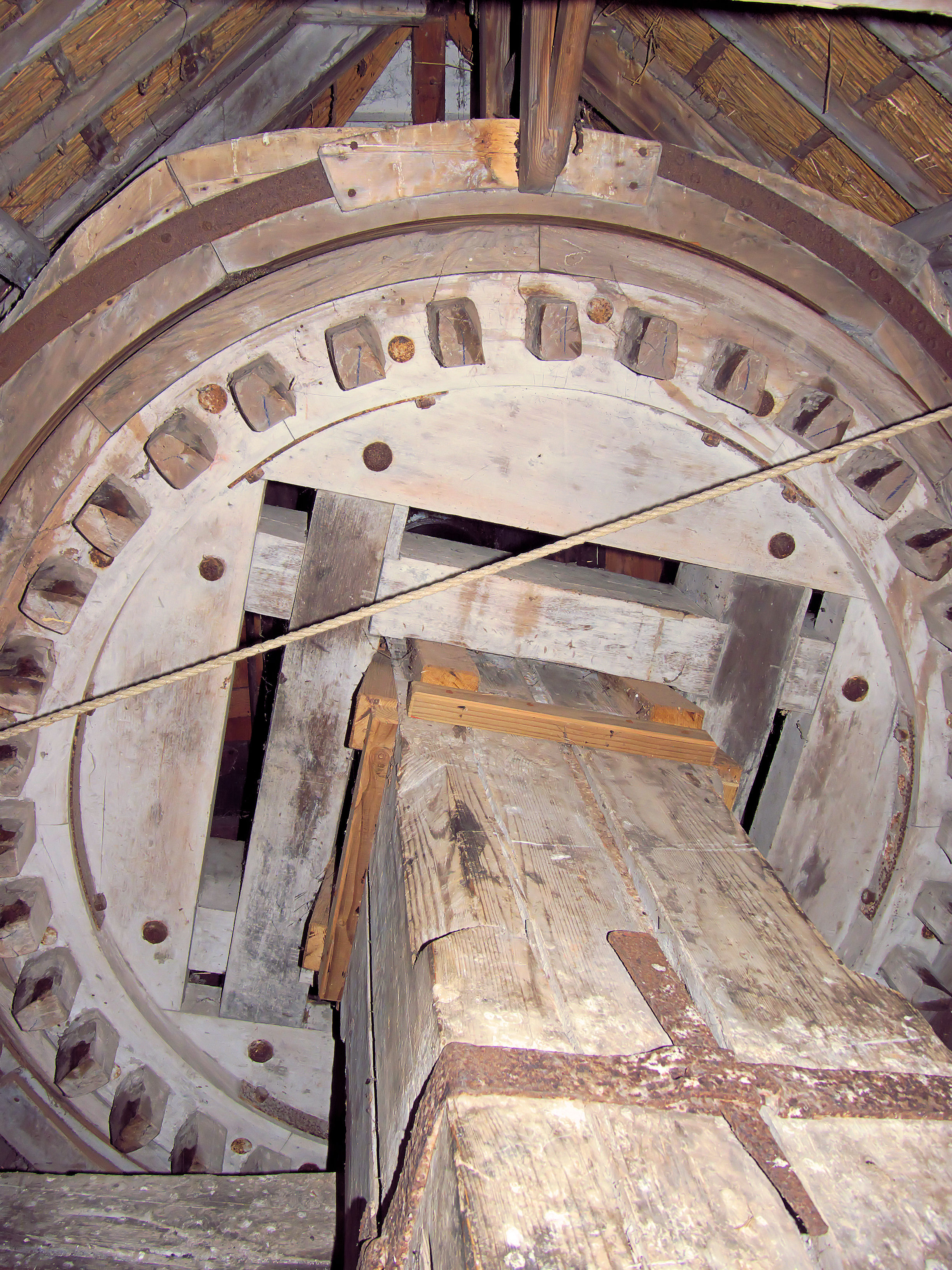
Arbre.

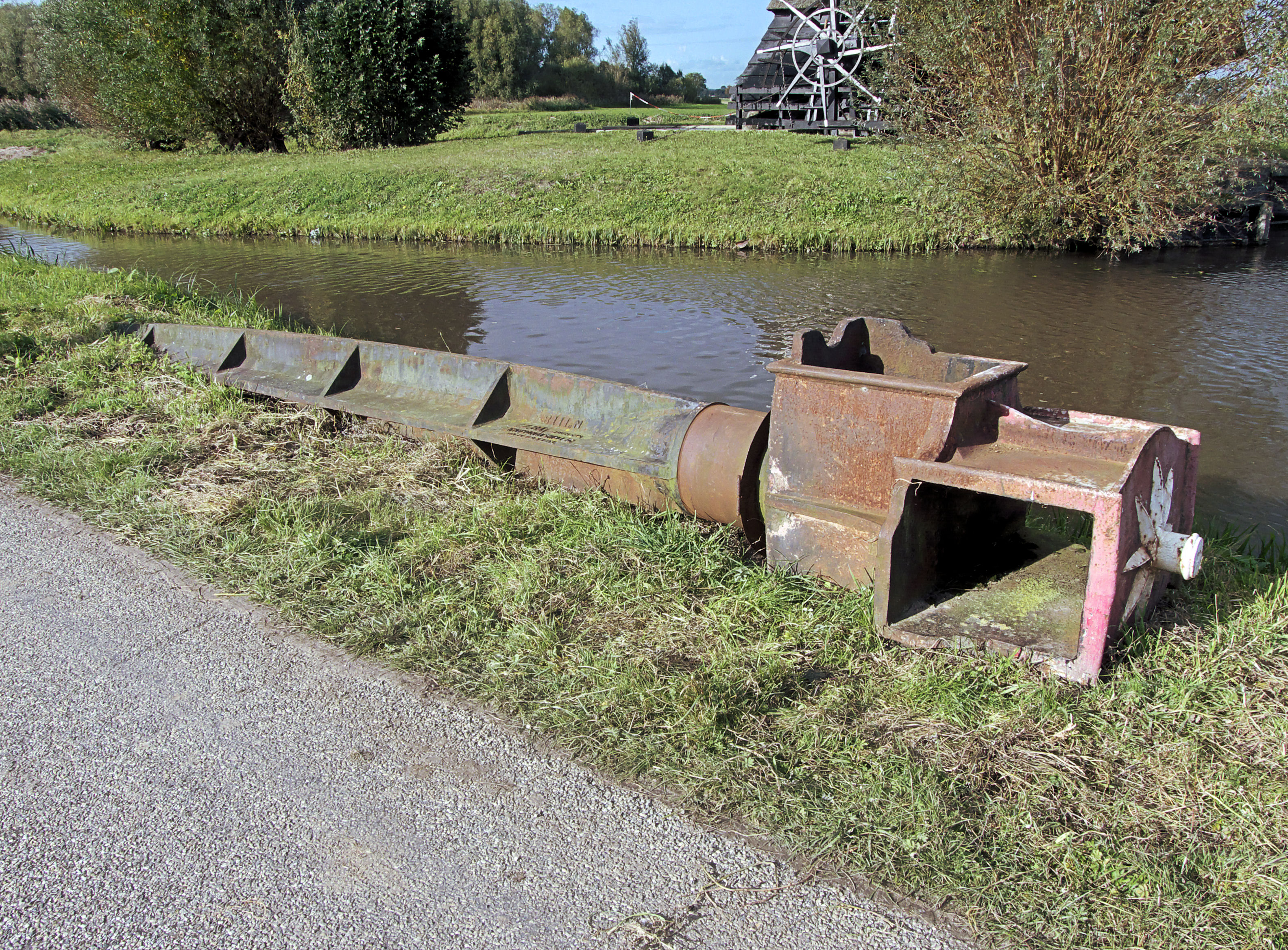
Arbre supérieur Prince of Orange.

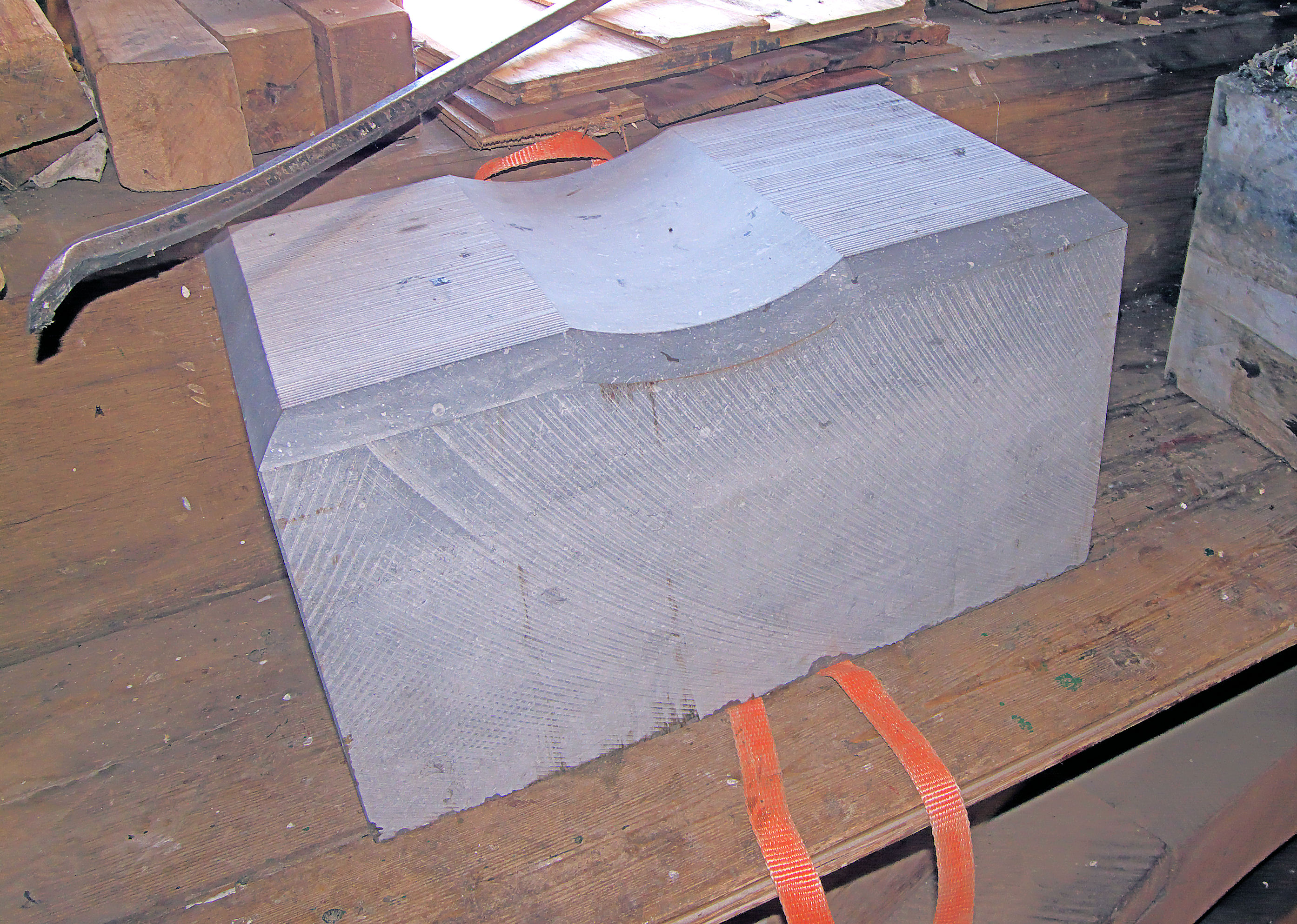
Collet.

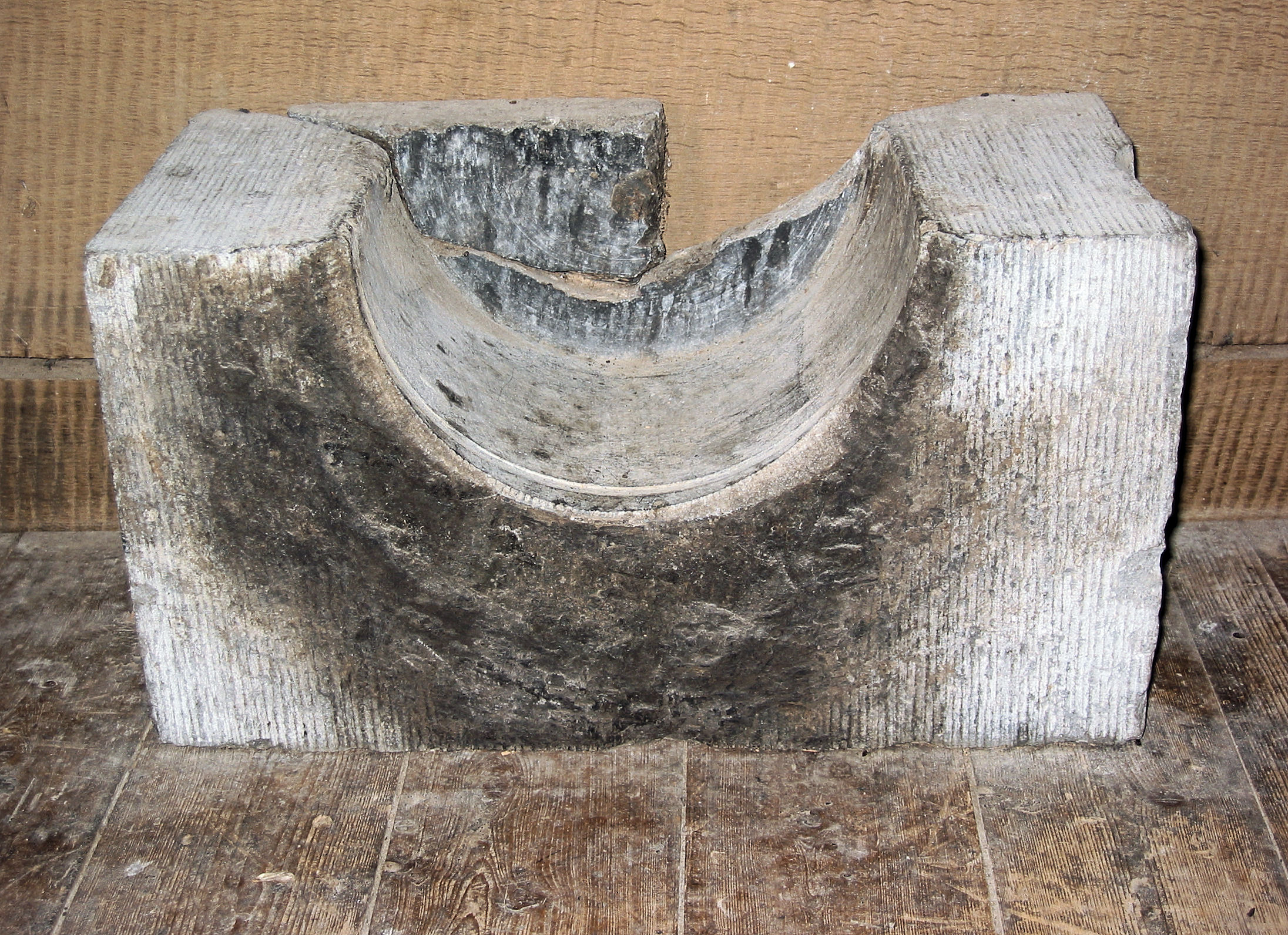
Collet cassé.

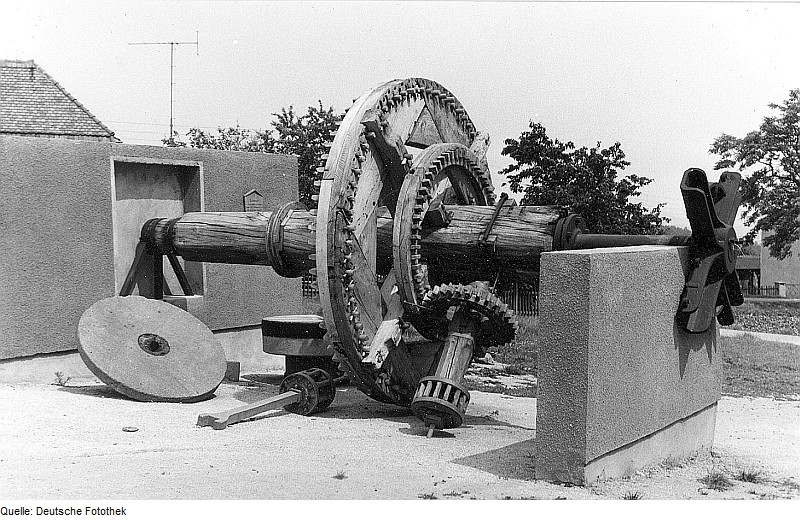
Arbre, Kottmarsdorf (Allemagne).

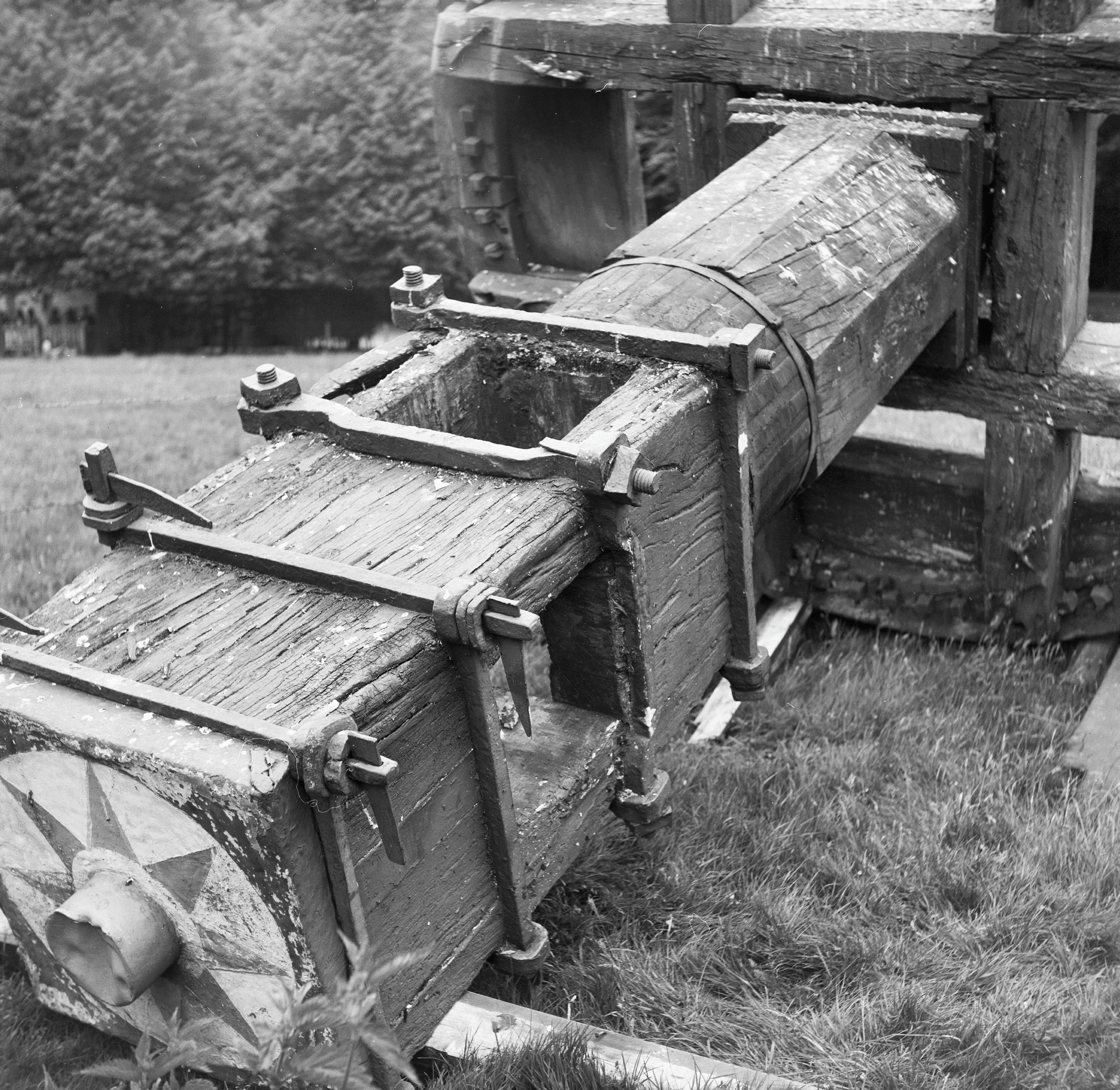
Arbre Huizermolen.

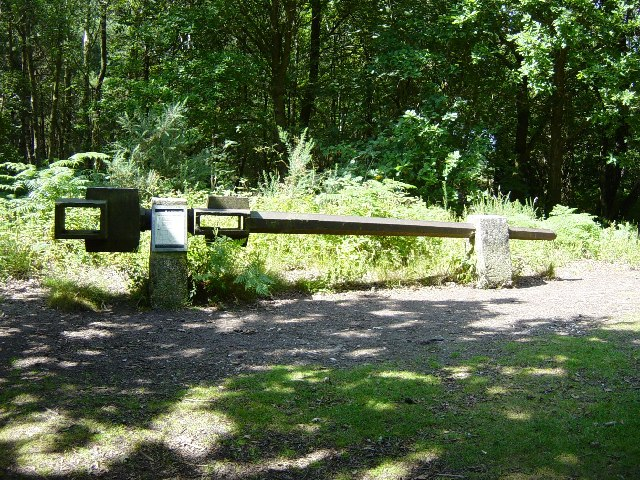
Arbre en fonte (Angleterre).

L'arbre dans un moulin à vent est la tige sur laquelle se raccrochent les ailes.
[à développer]

## Galerie

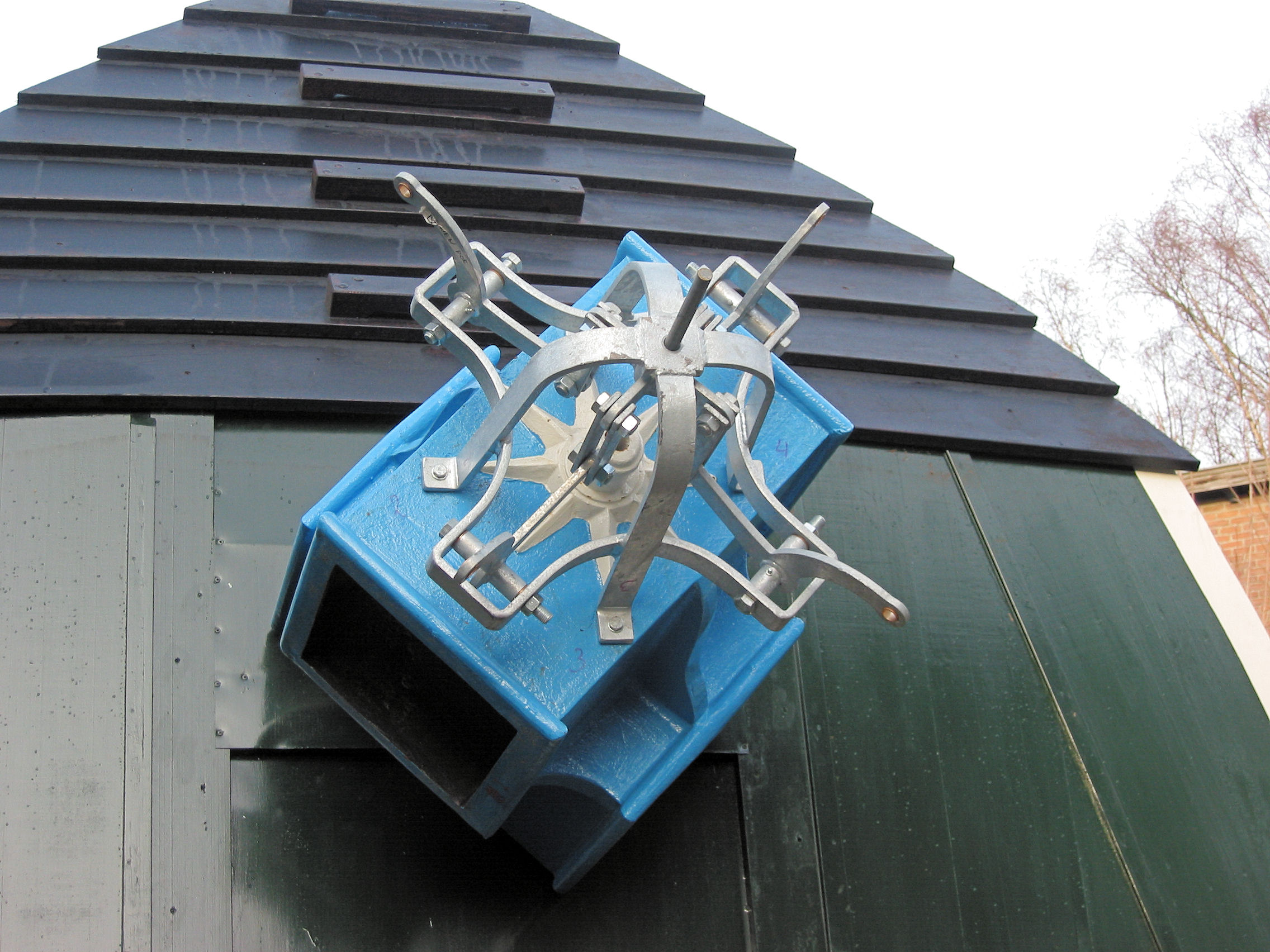
Concordia (Ede).
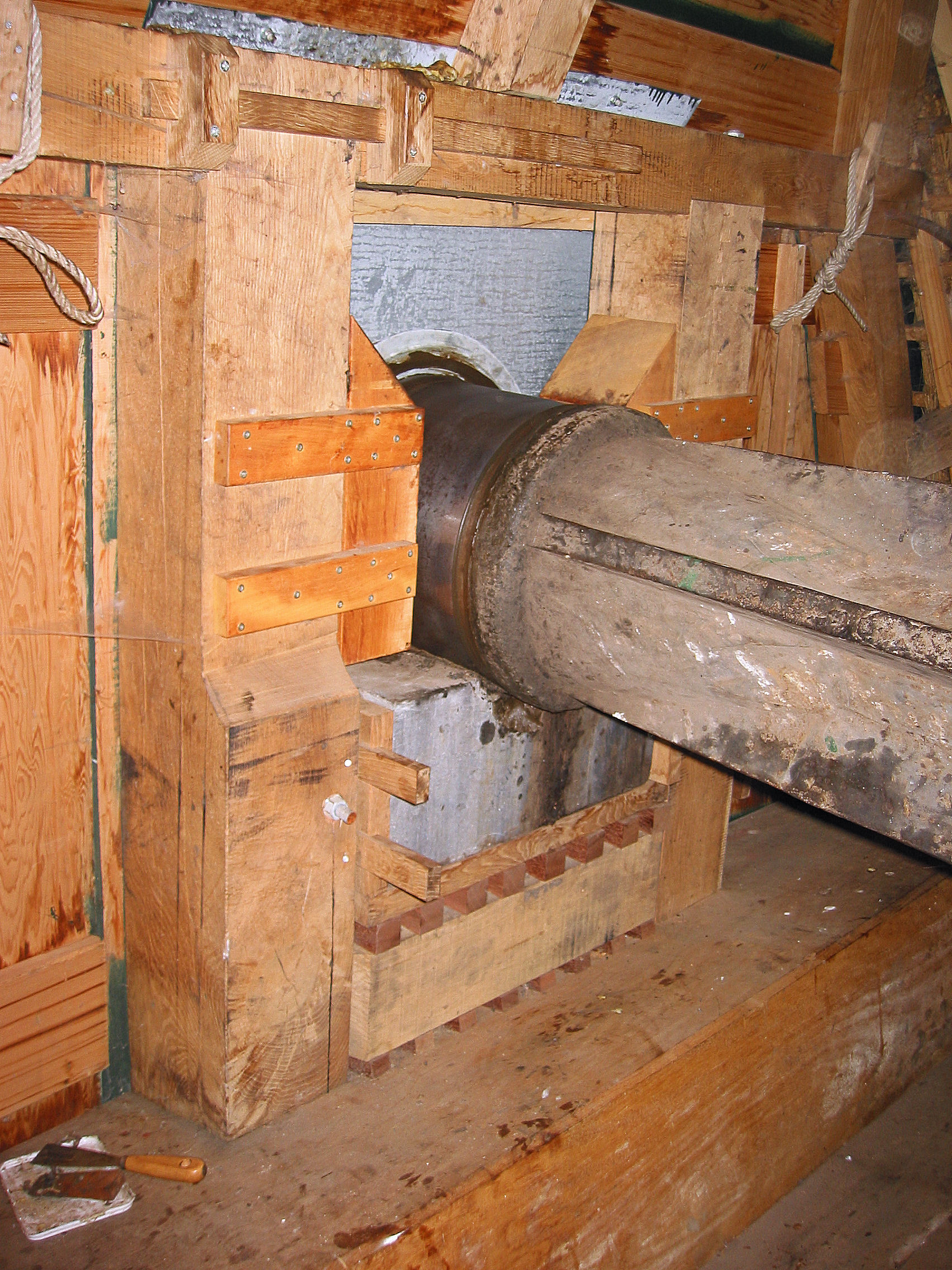
De Hoop (Appel).
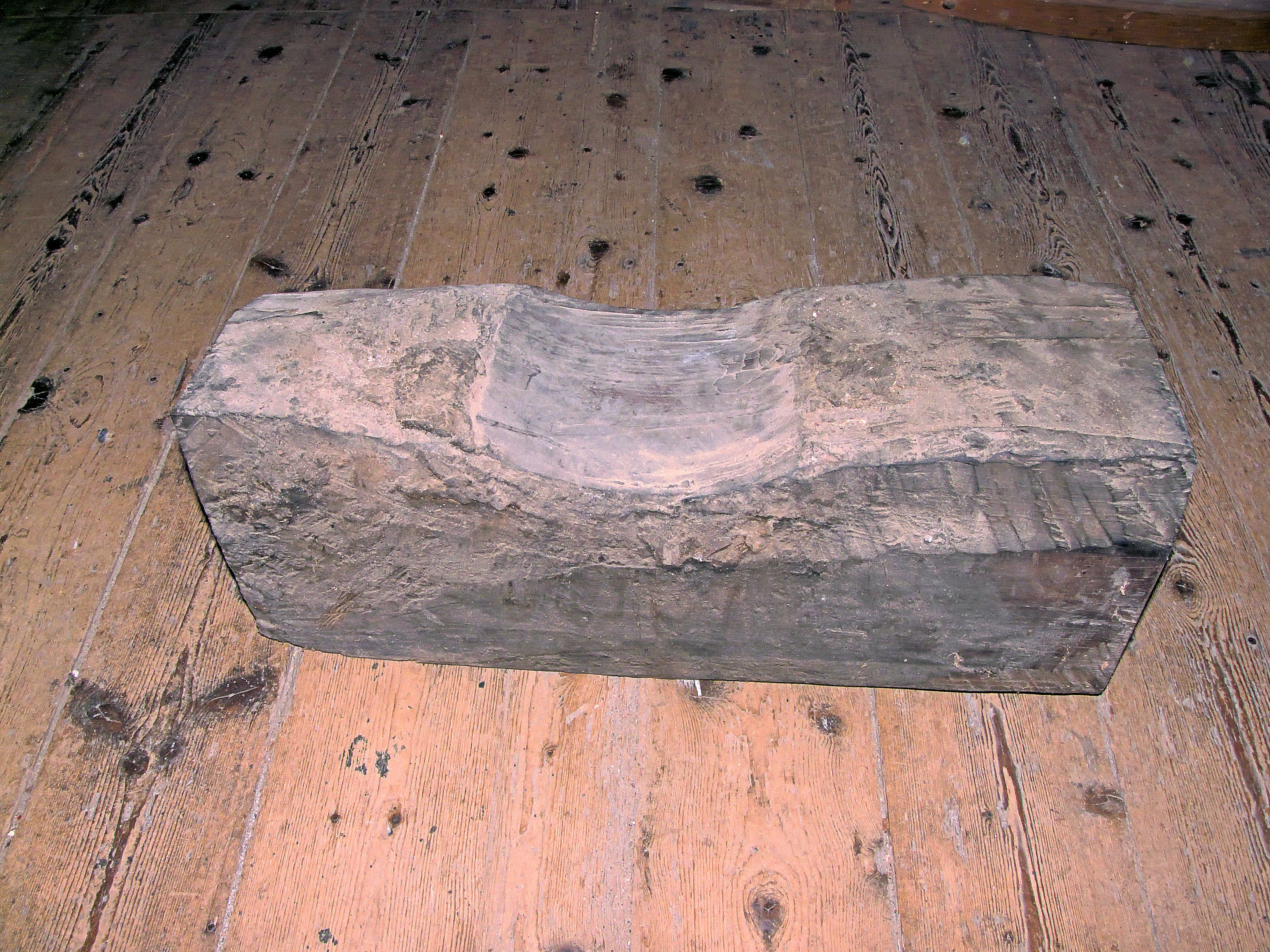
Détail.
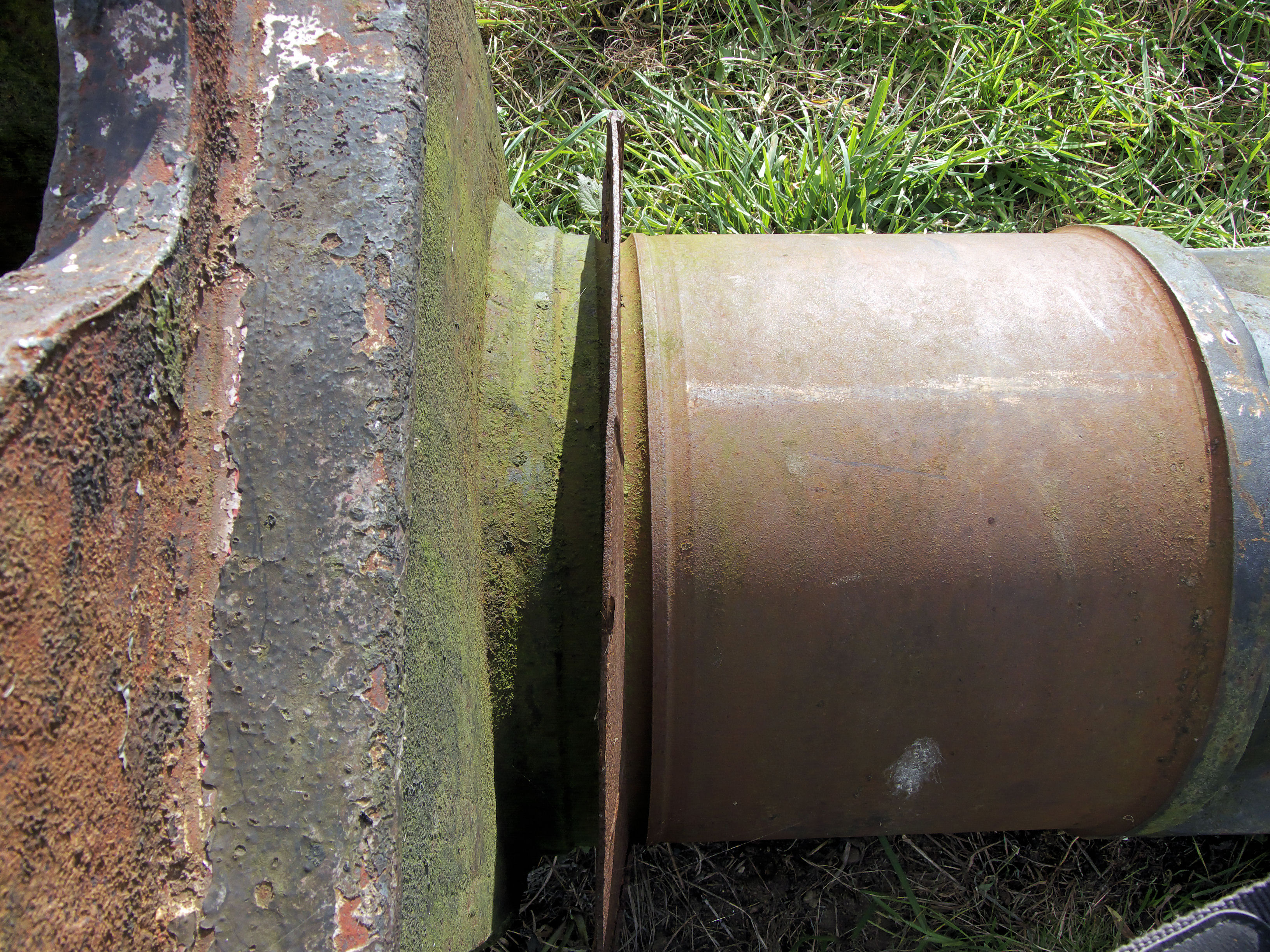
Détail.
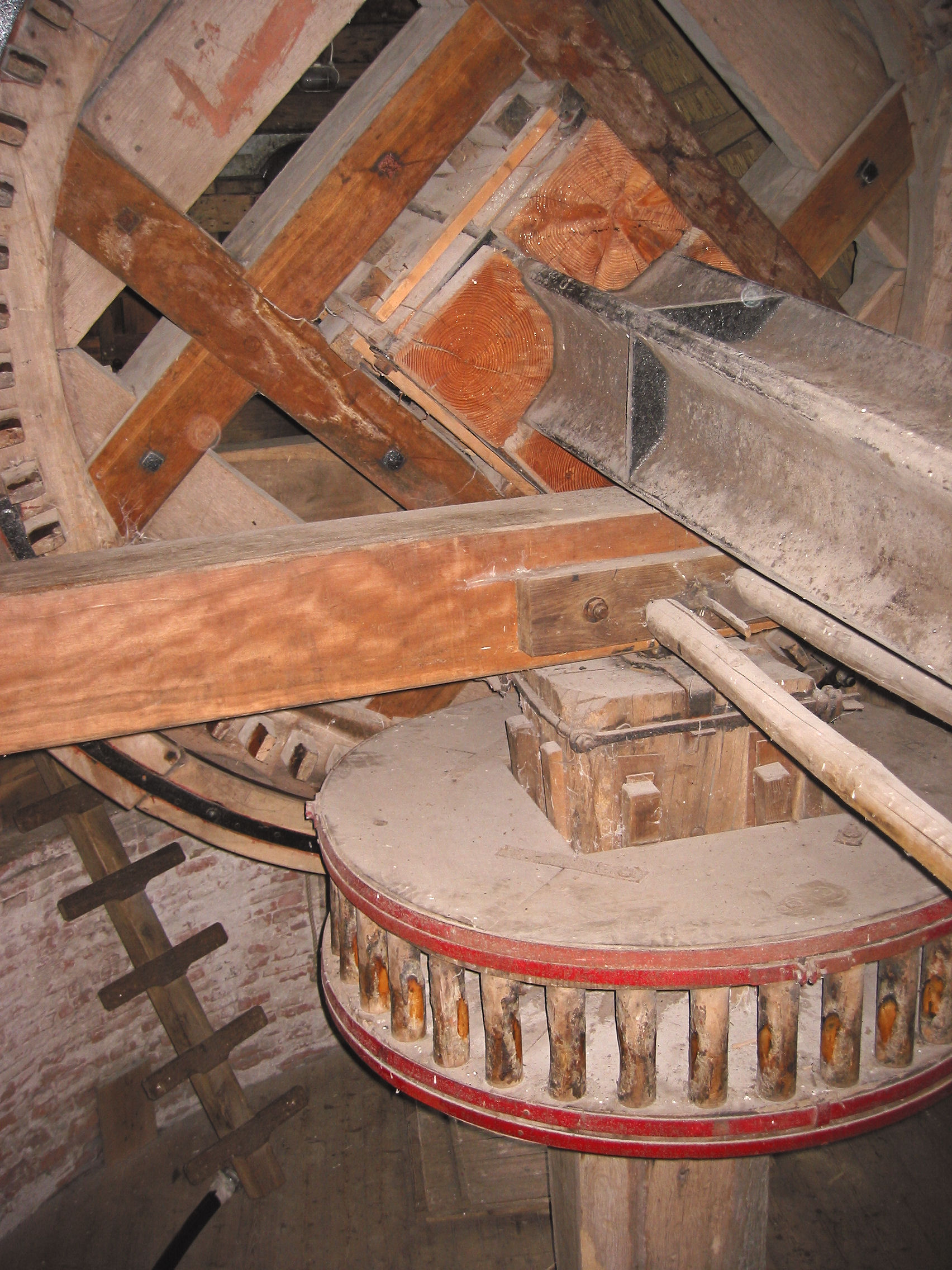
Arbre LI Enthoven & Co. de 1862. De Hoop (Garderen).
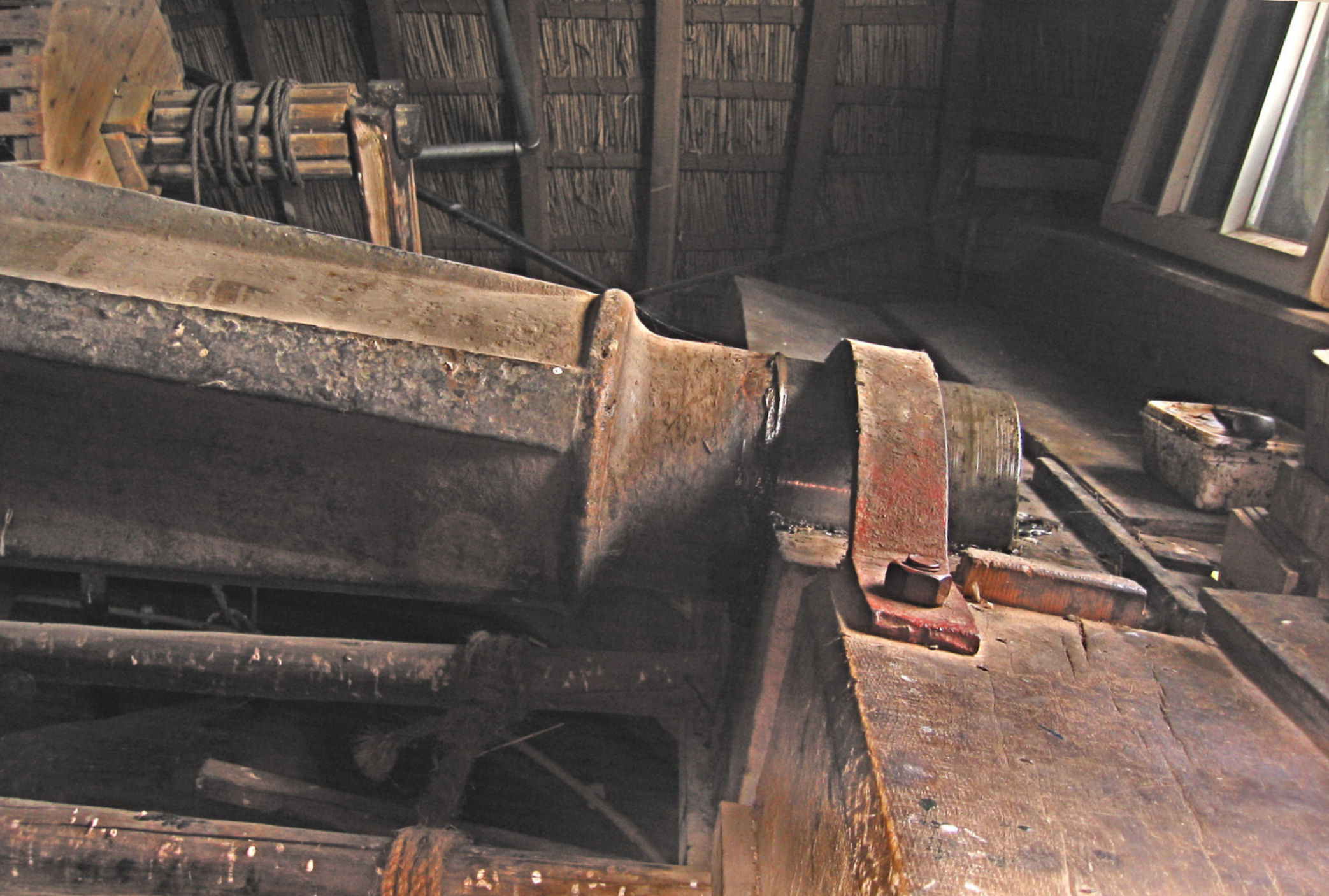
Arbre. De Hoop (Garderen).
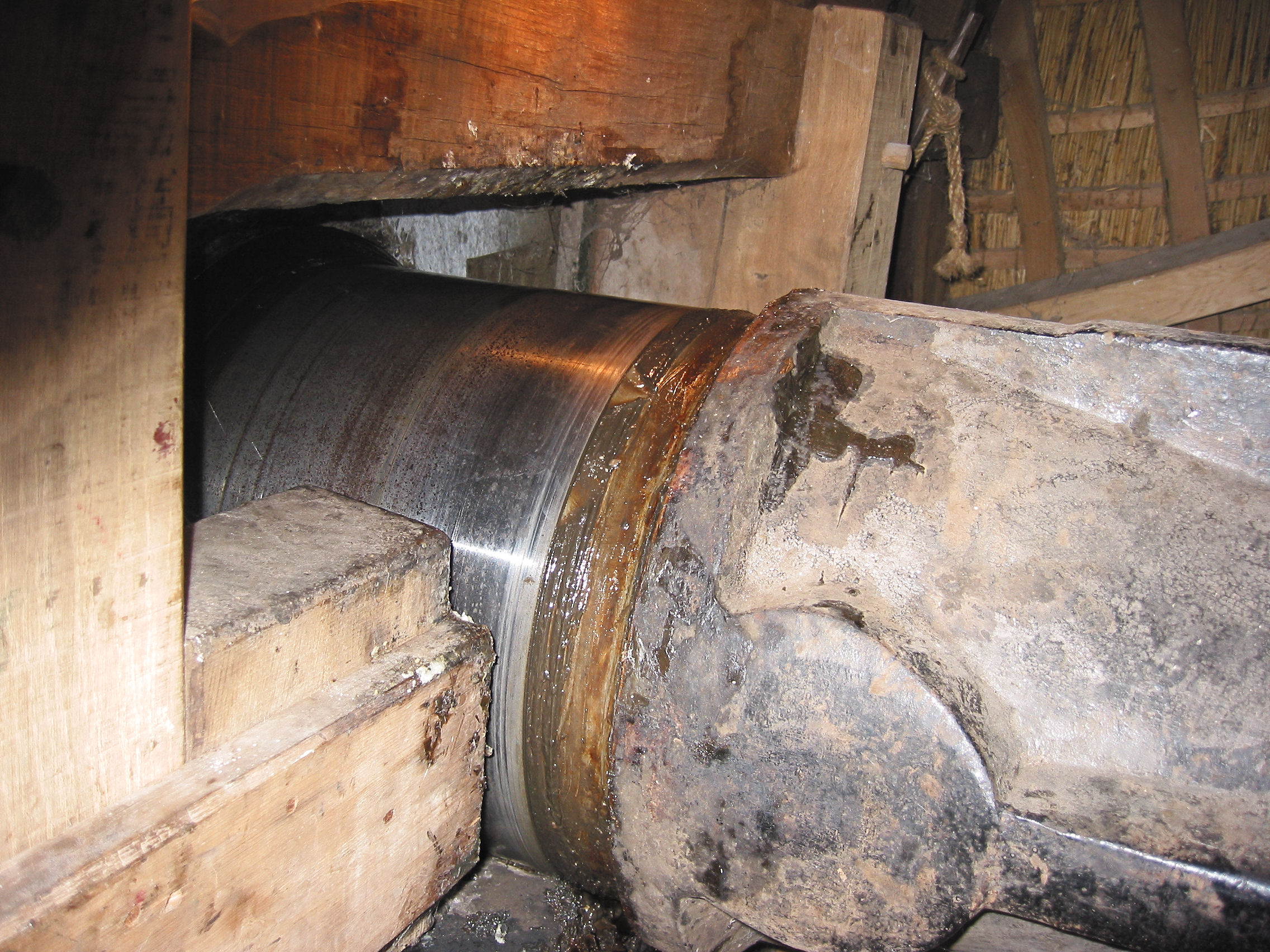
Collet De Hoop (Garderen).
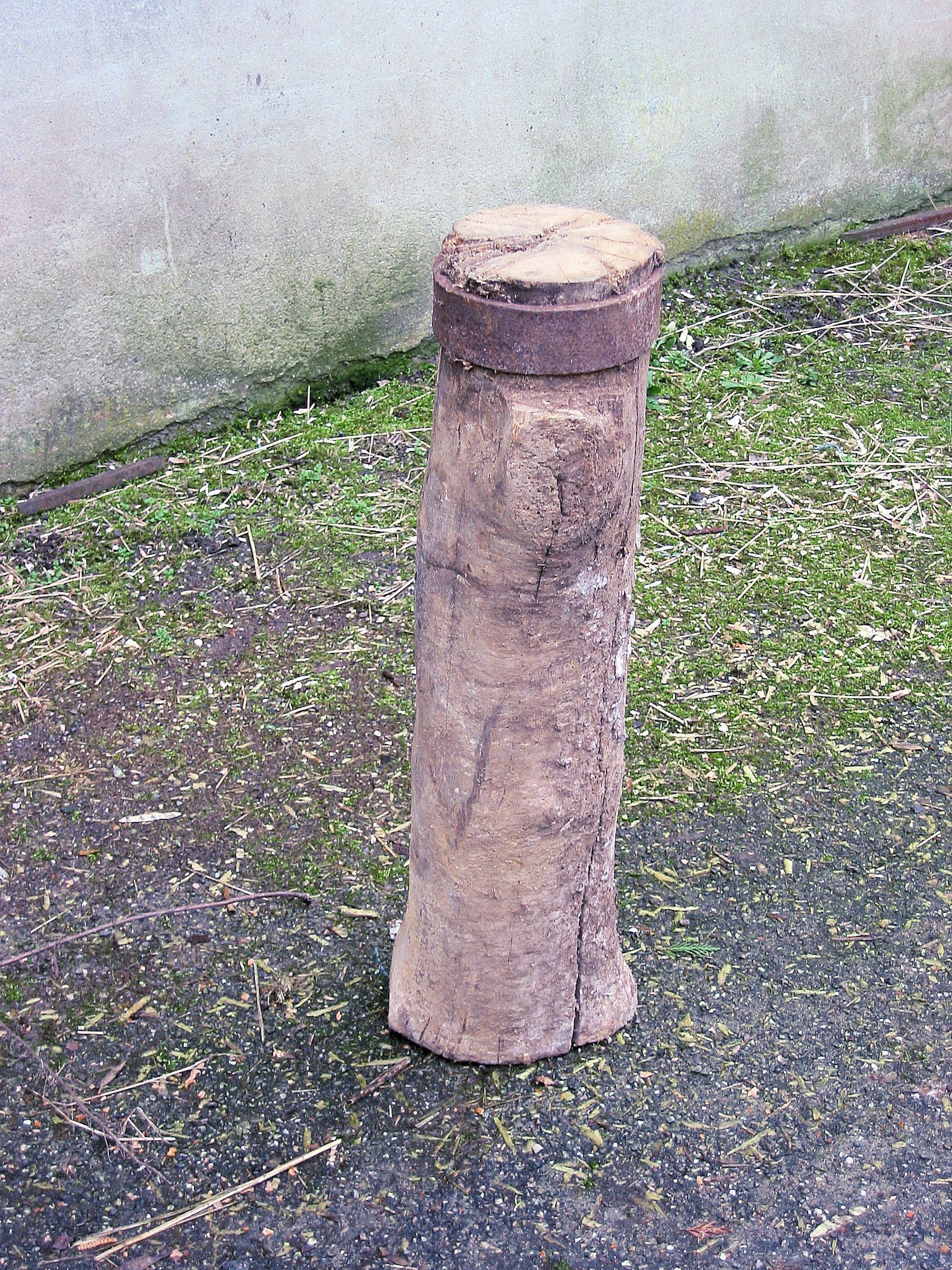
Détail, Concordia (Ede).
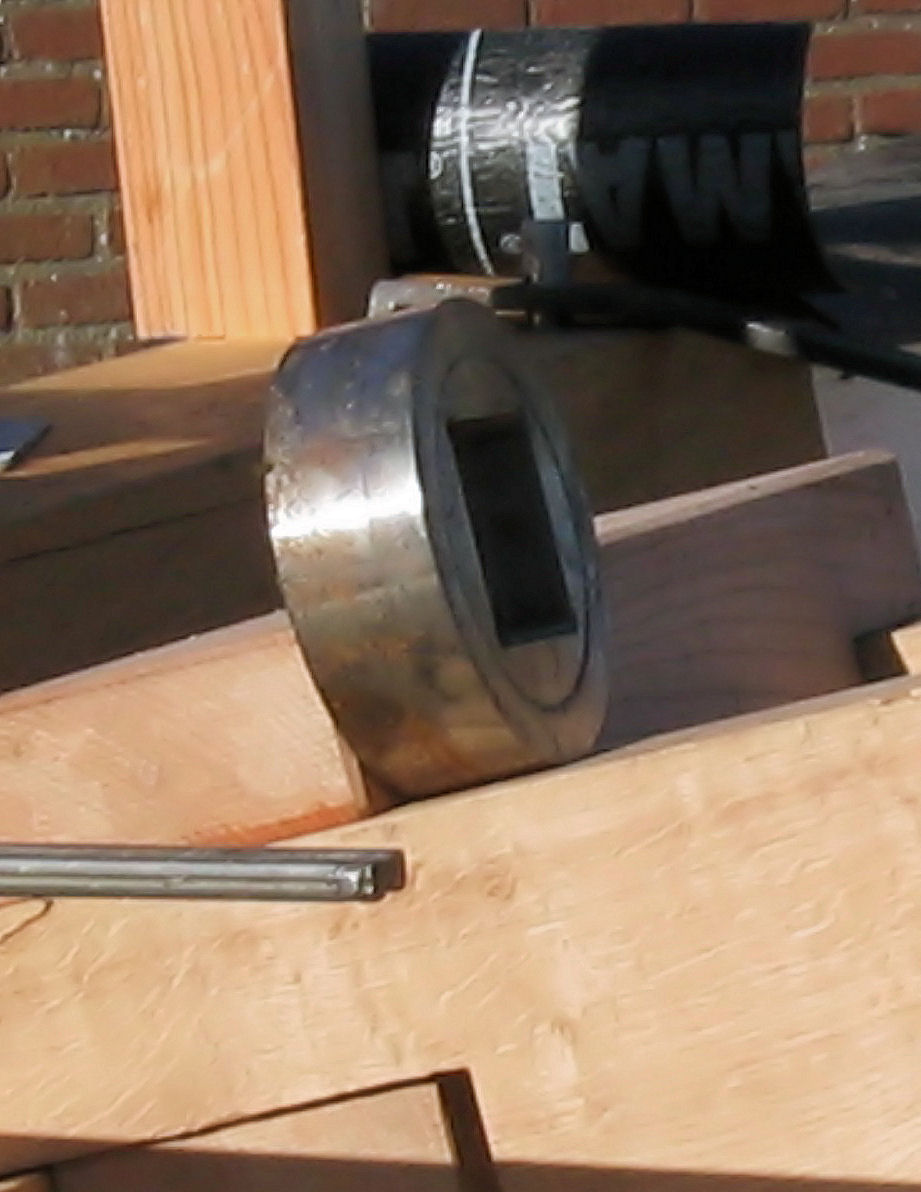
Détail De Koe.
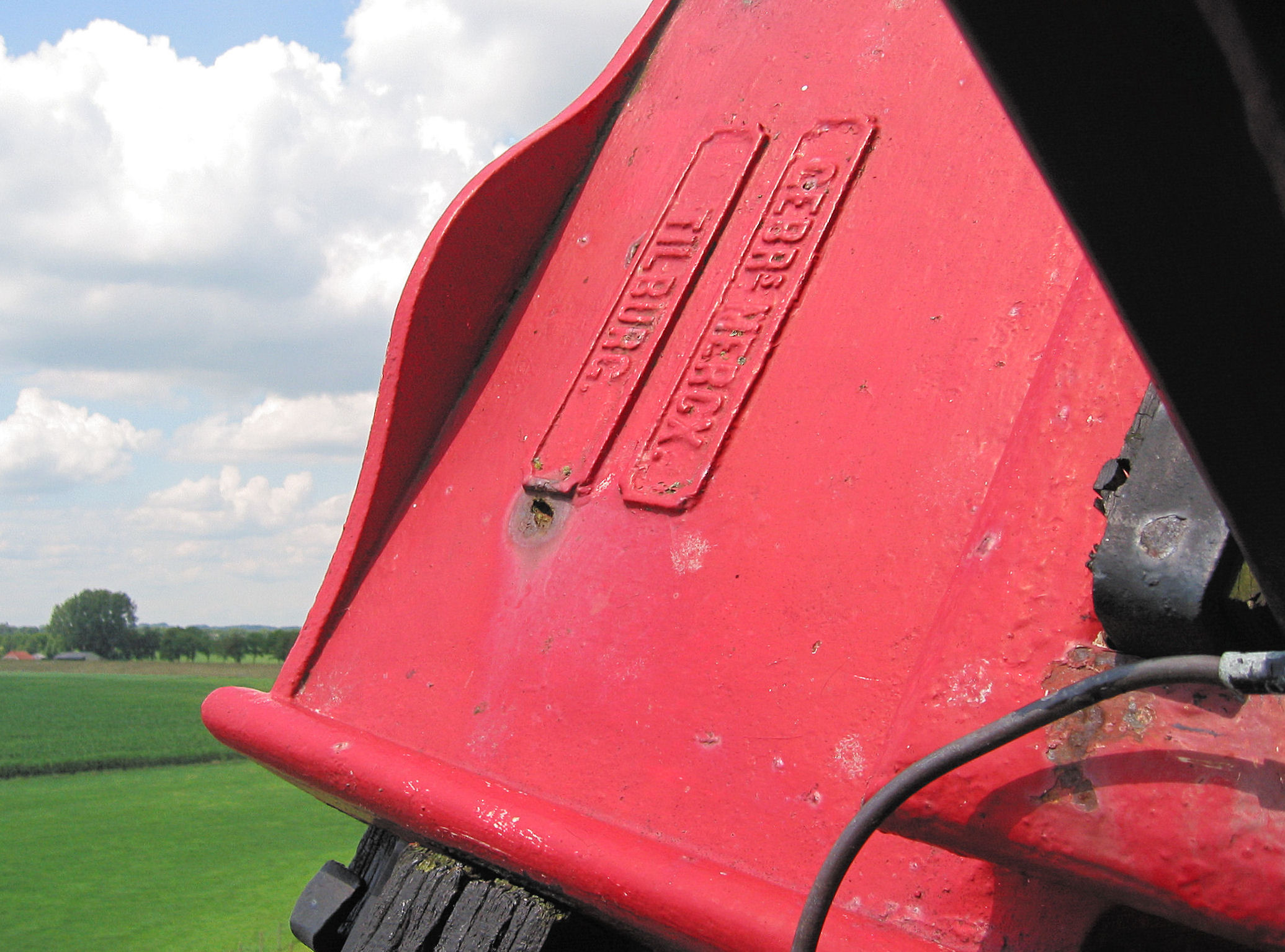
Détail.
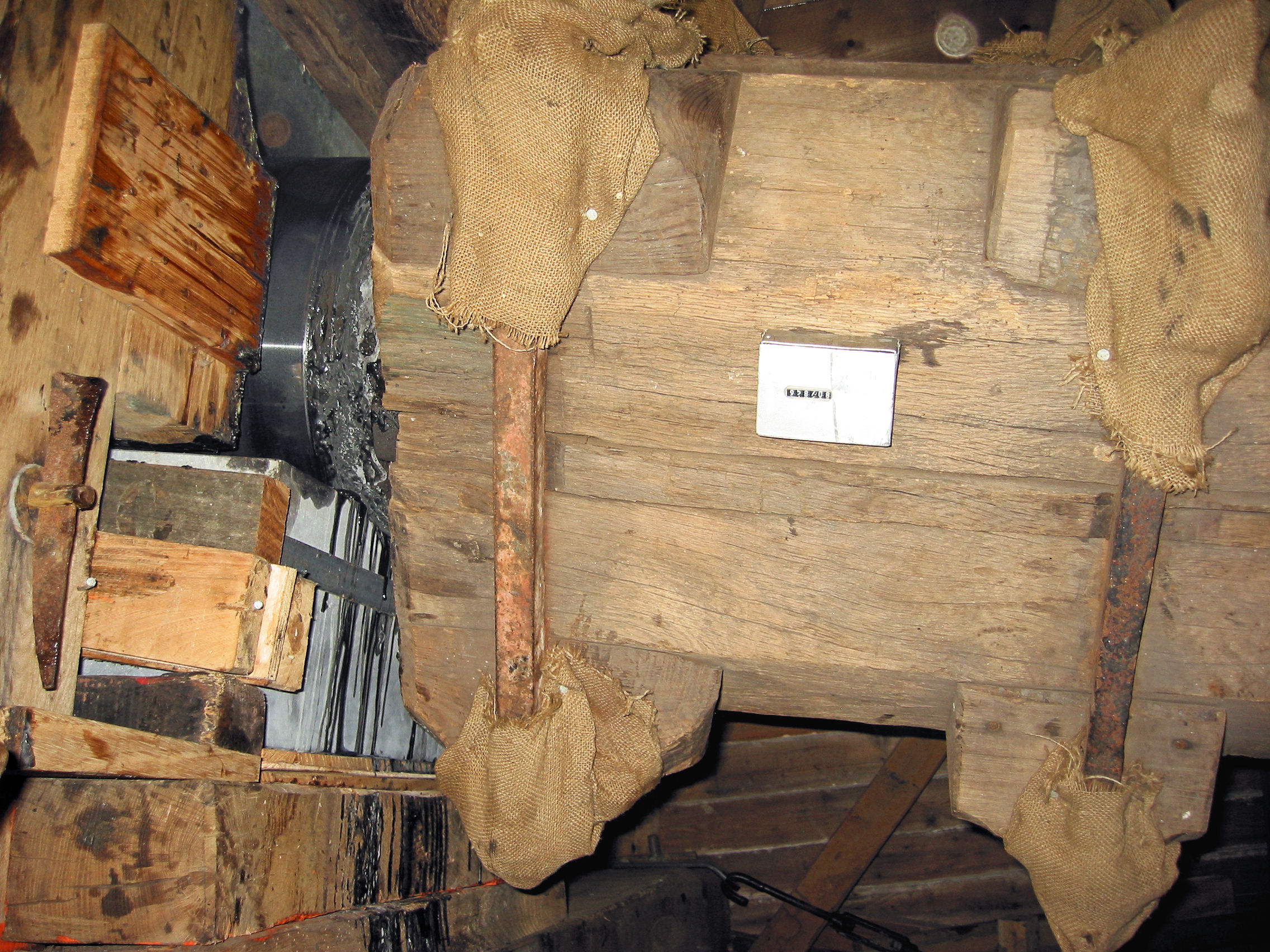
Détail.
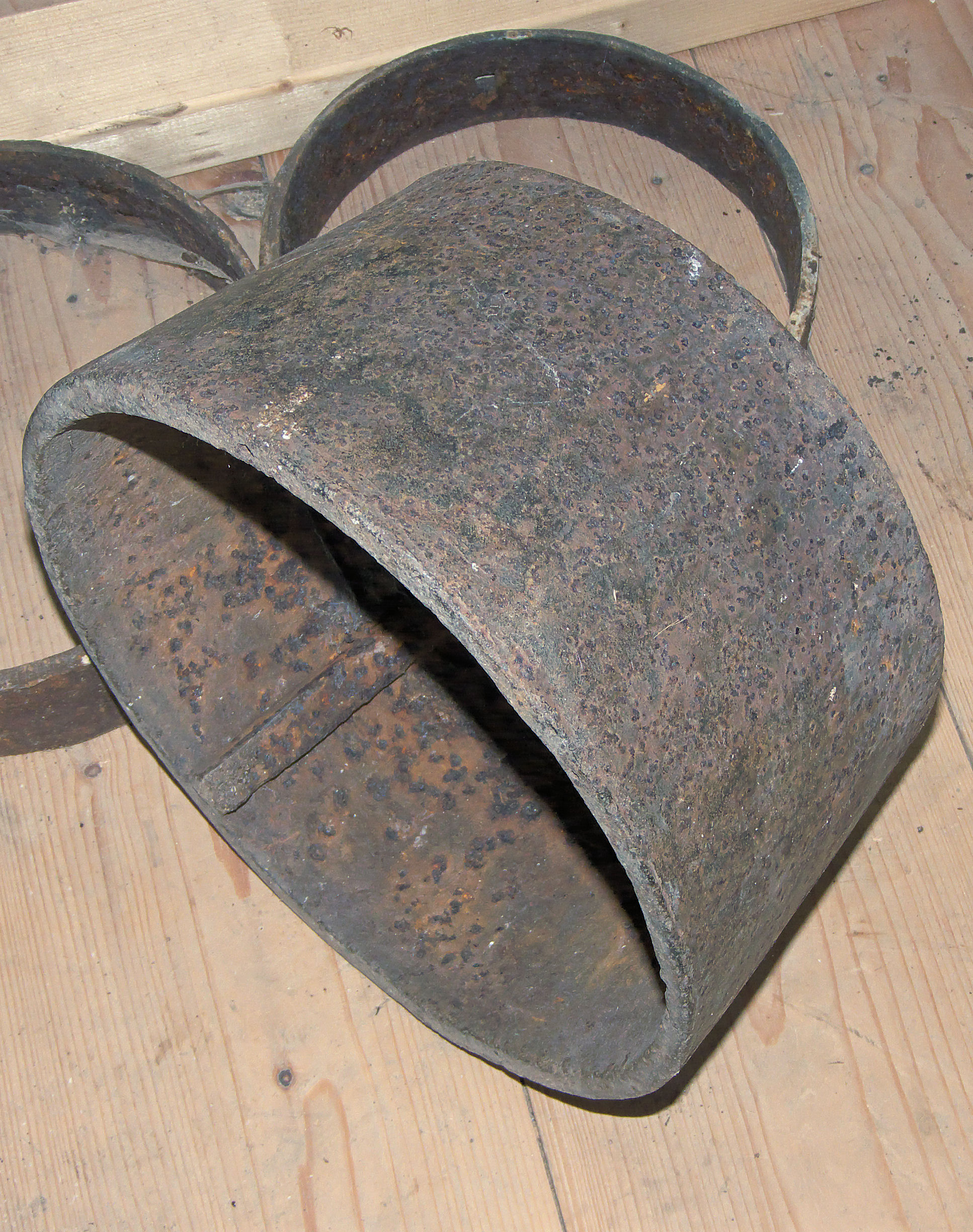
Détail, Concordia (Ede).
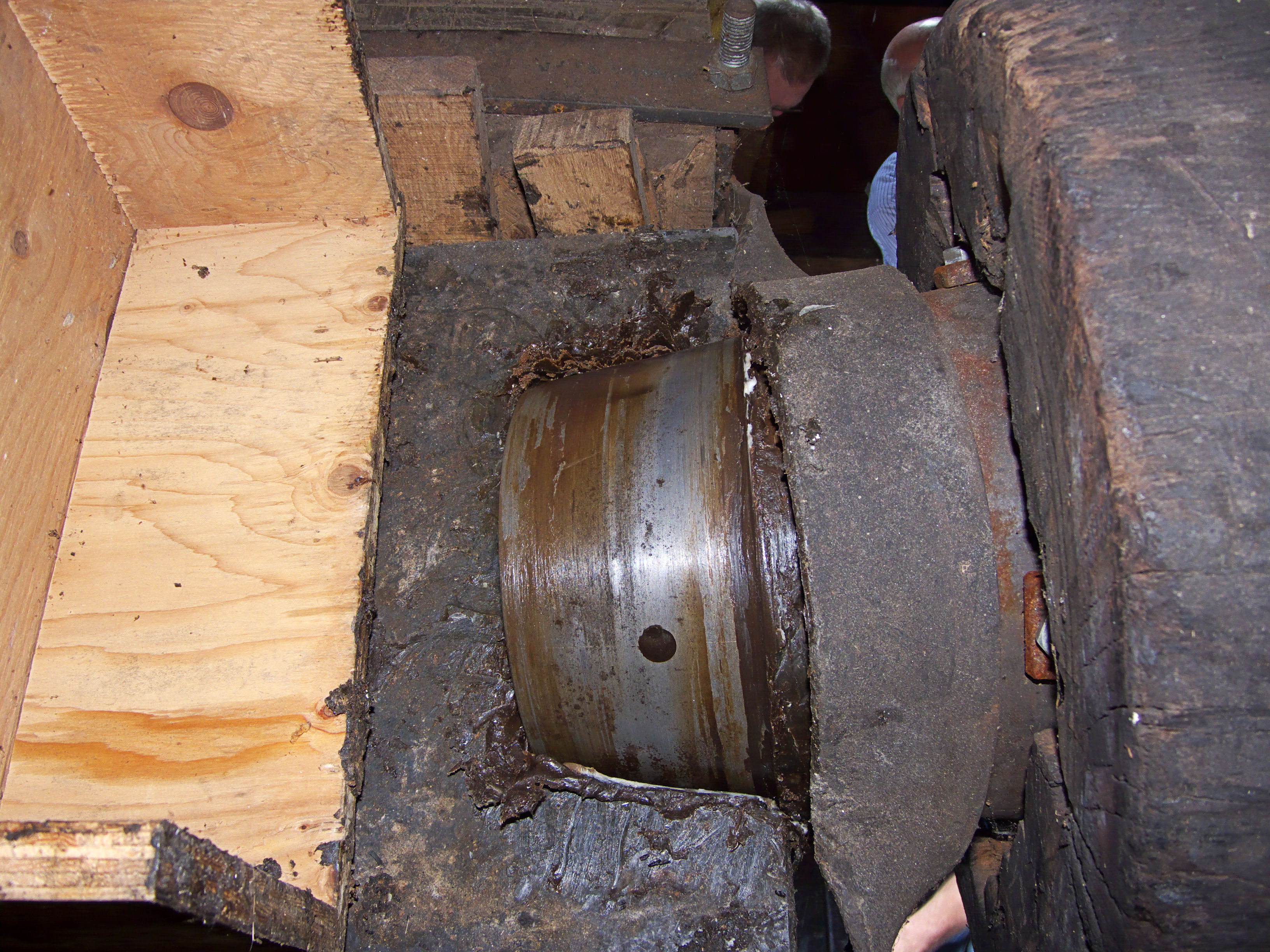
Détail De Oostenwind.
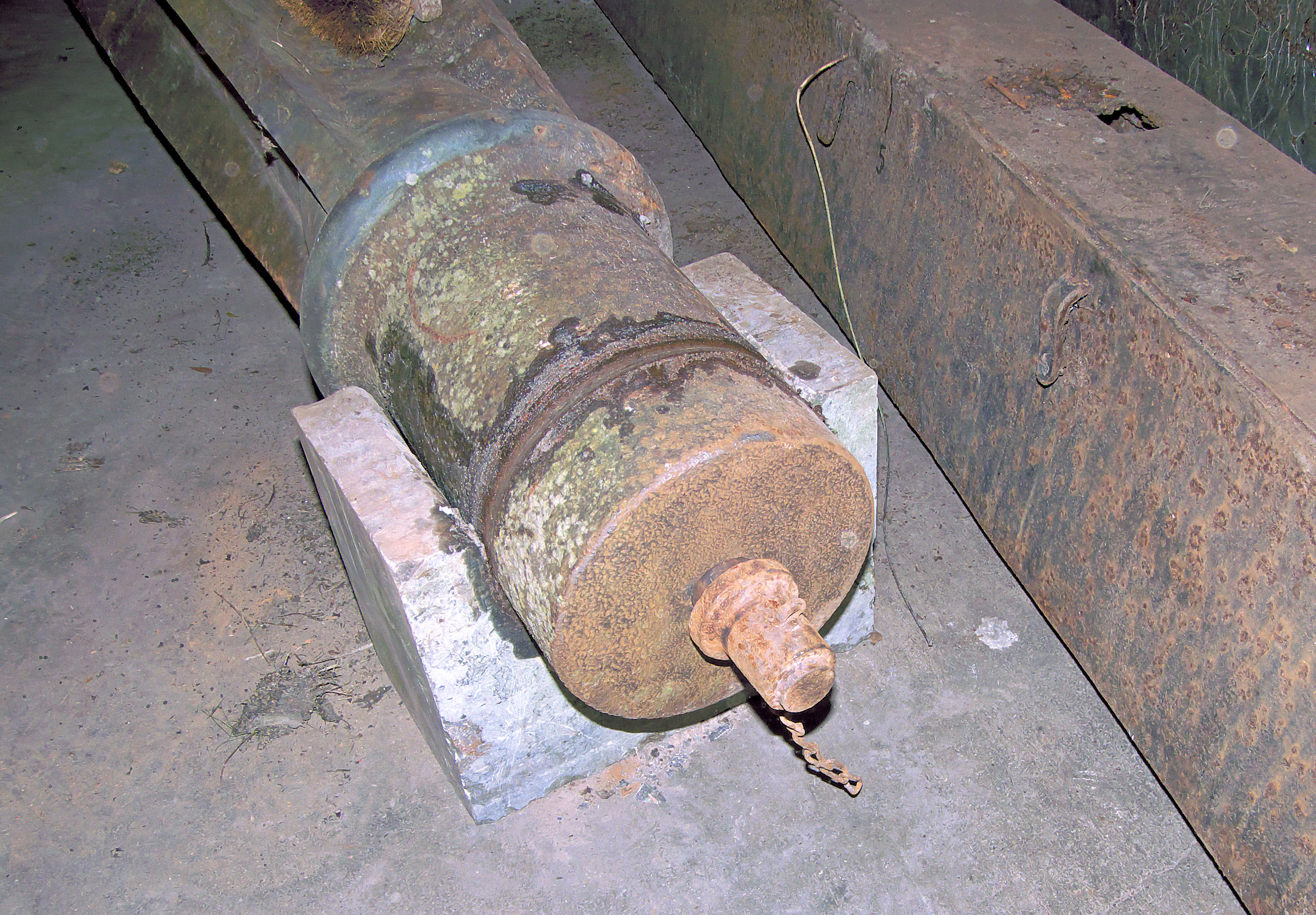
Détail De Korenbloem (Kortgene).
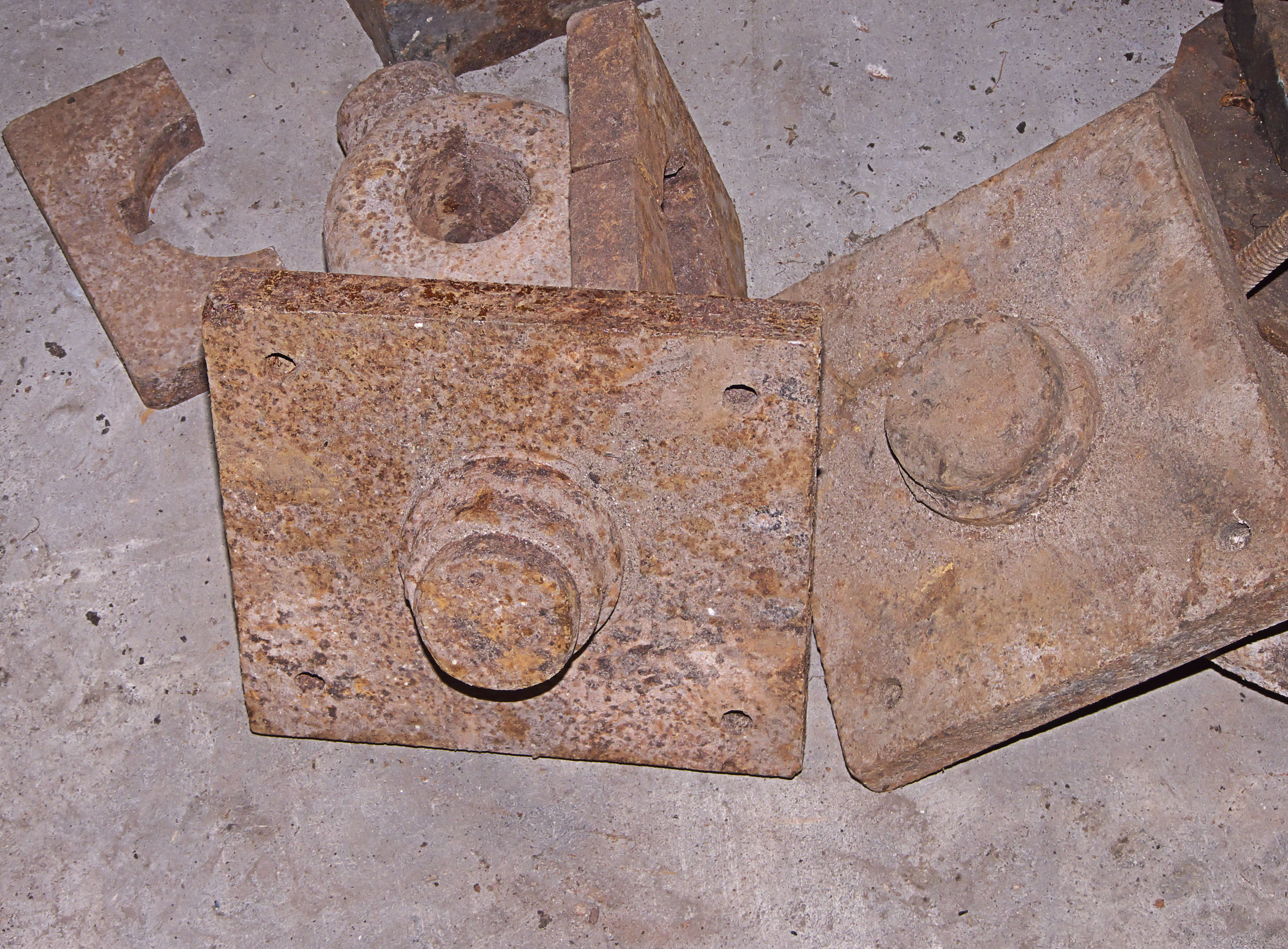
Détail De Korenbloem (Kortgene).
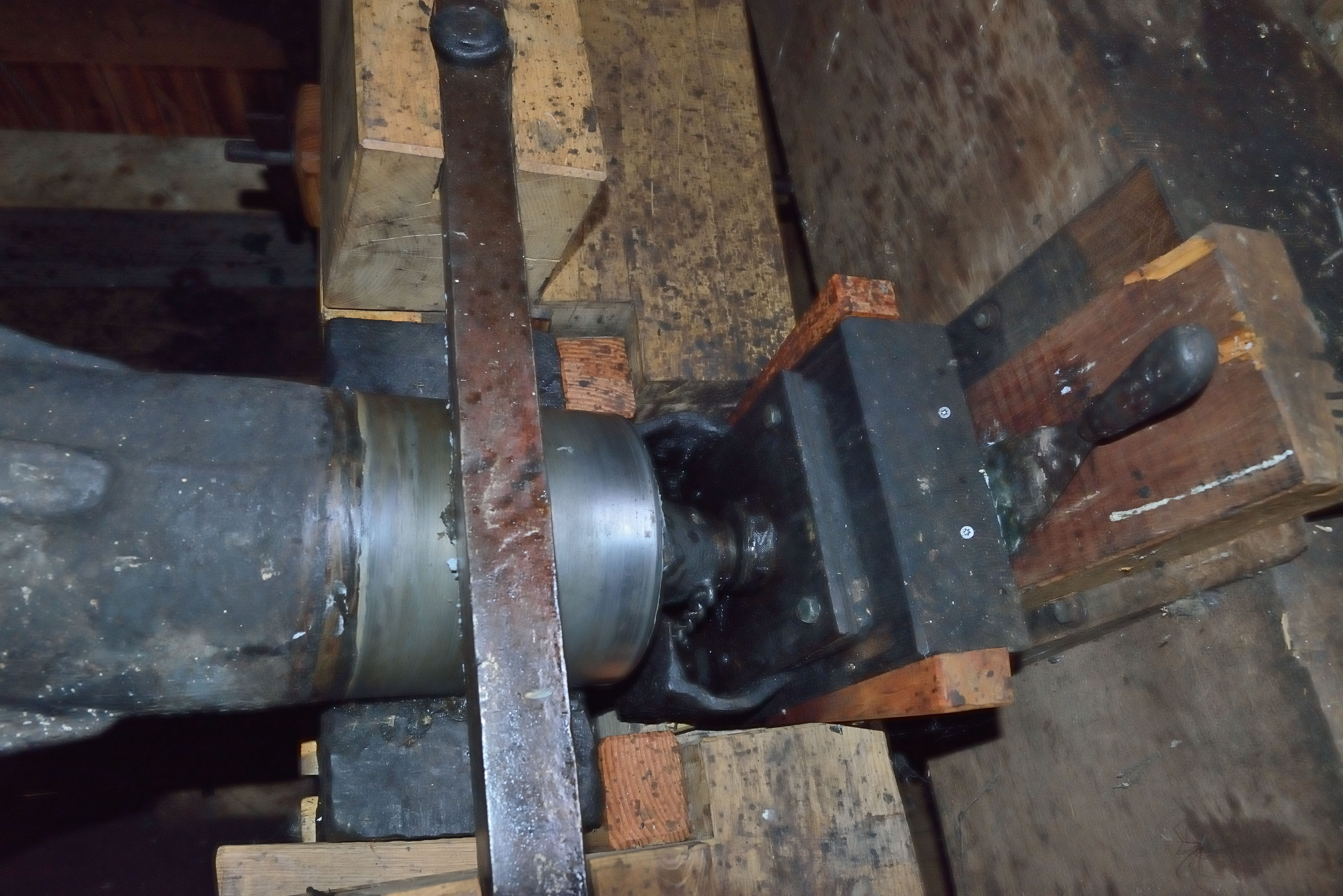
Détail Hofwegensemolen.
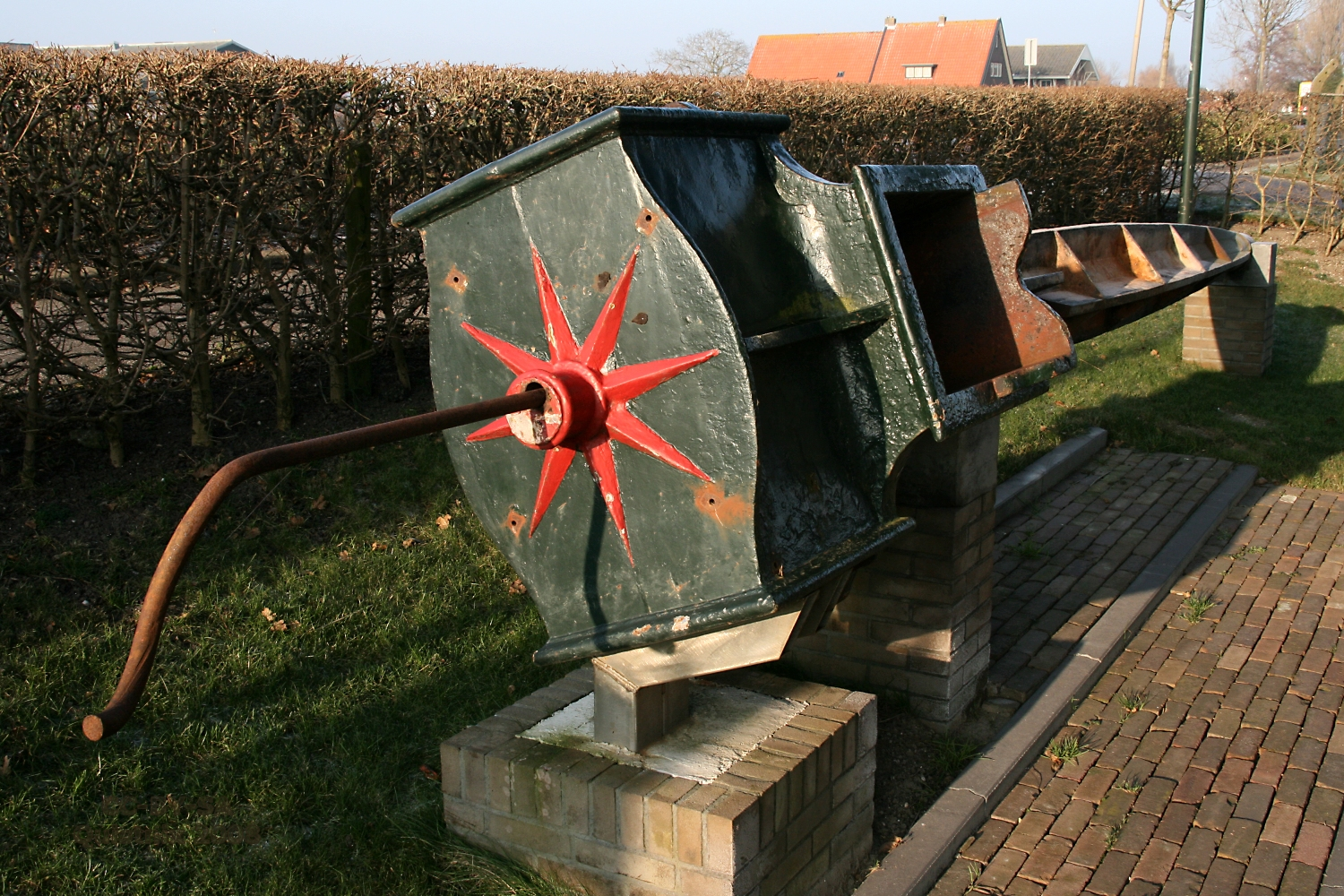
Détail, Sterkman, La Haye.
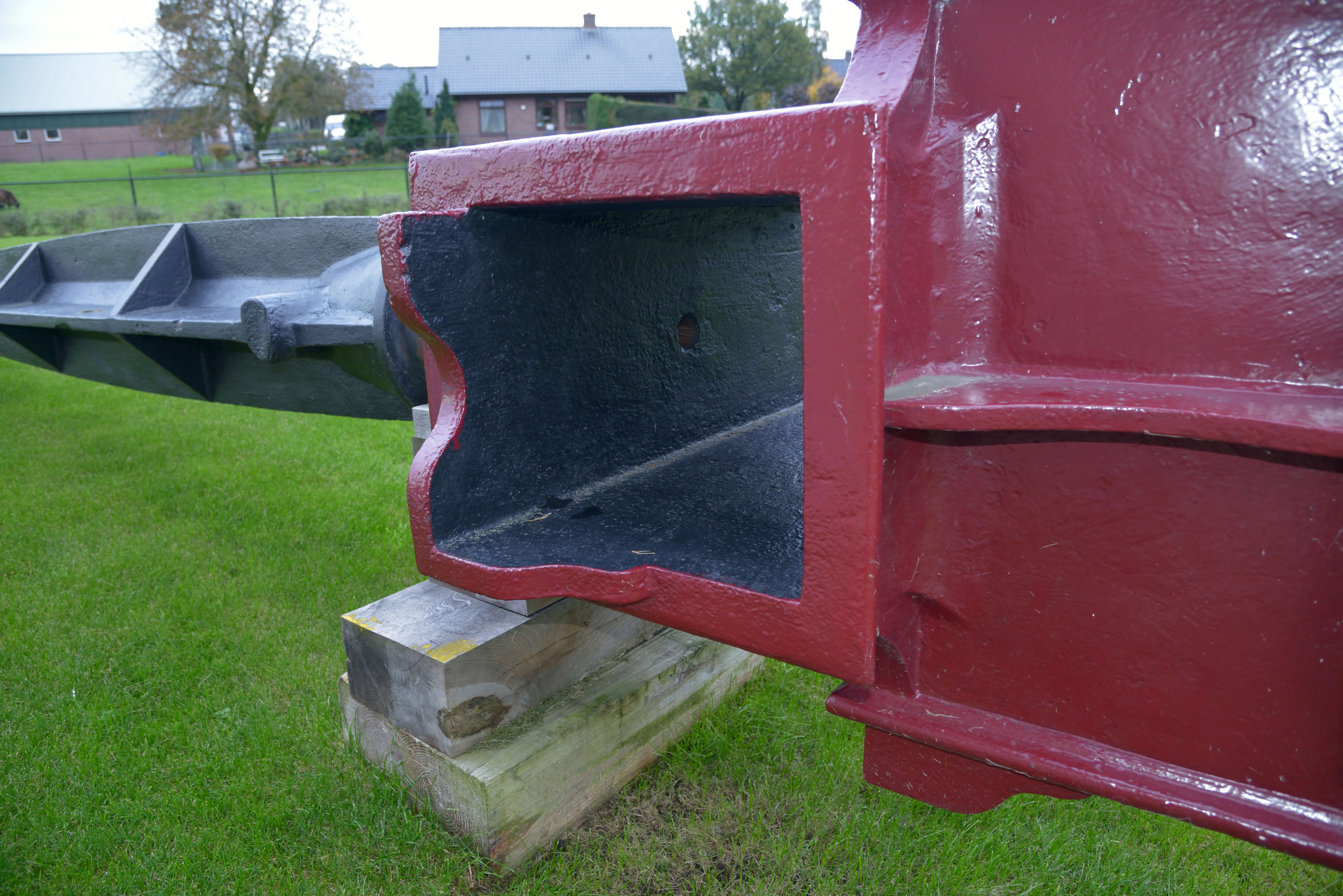
Détail
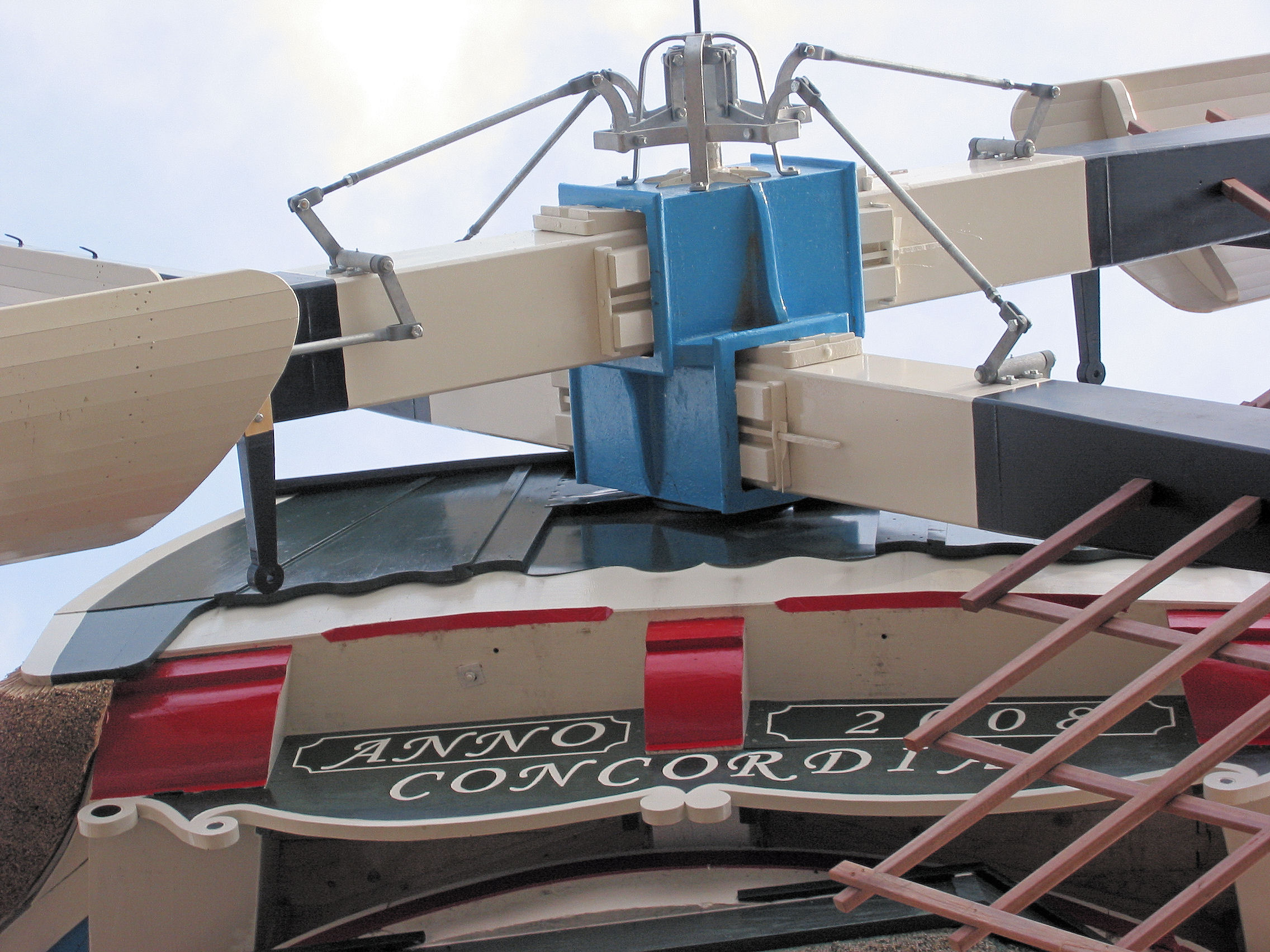
Détail, Concordia (Ede).
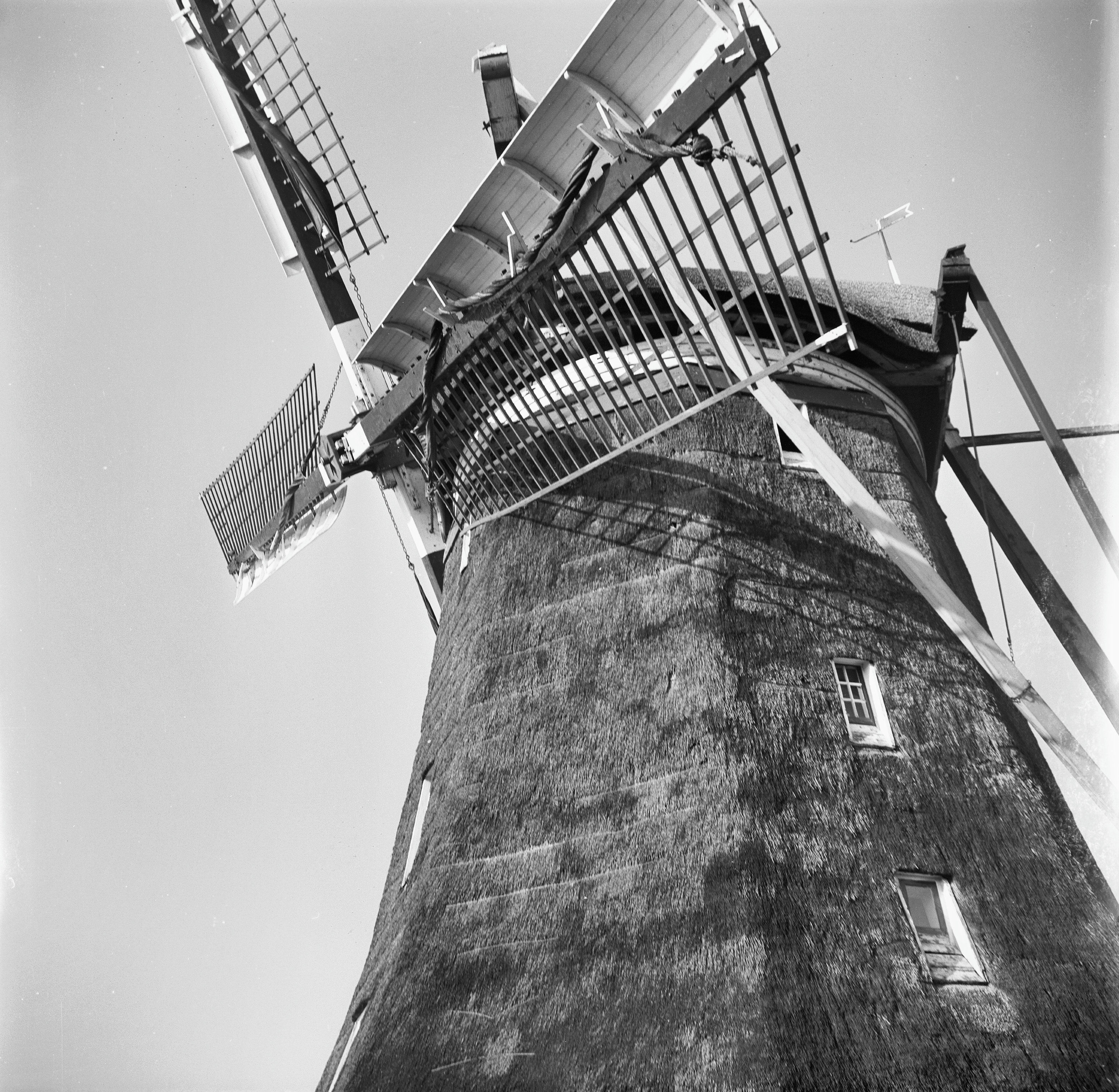
Détail Aarlanderveen Molen No.1.
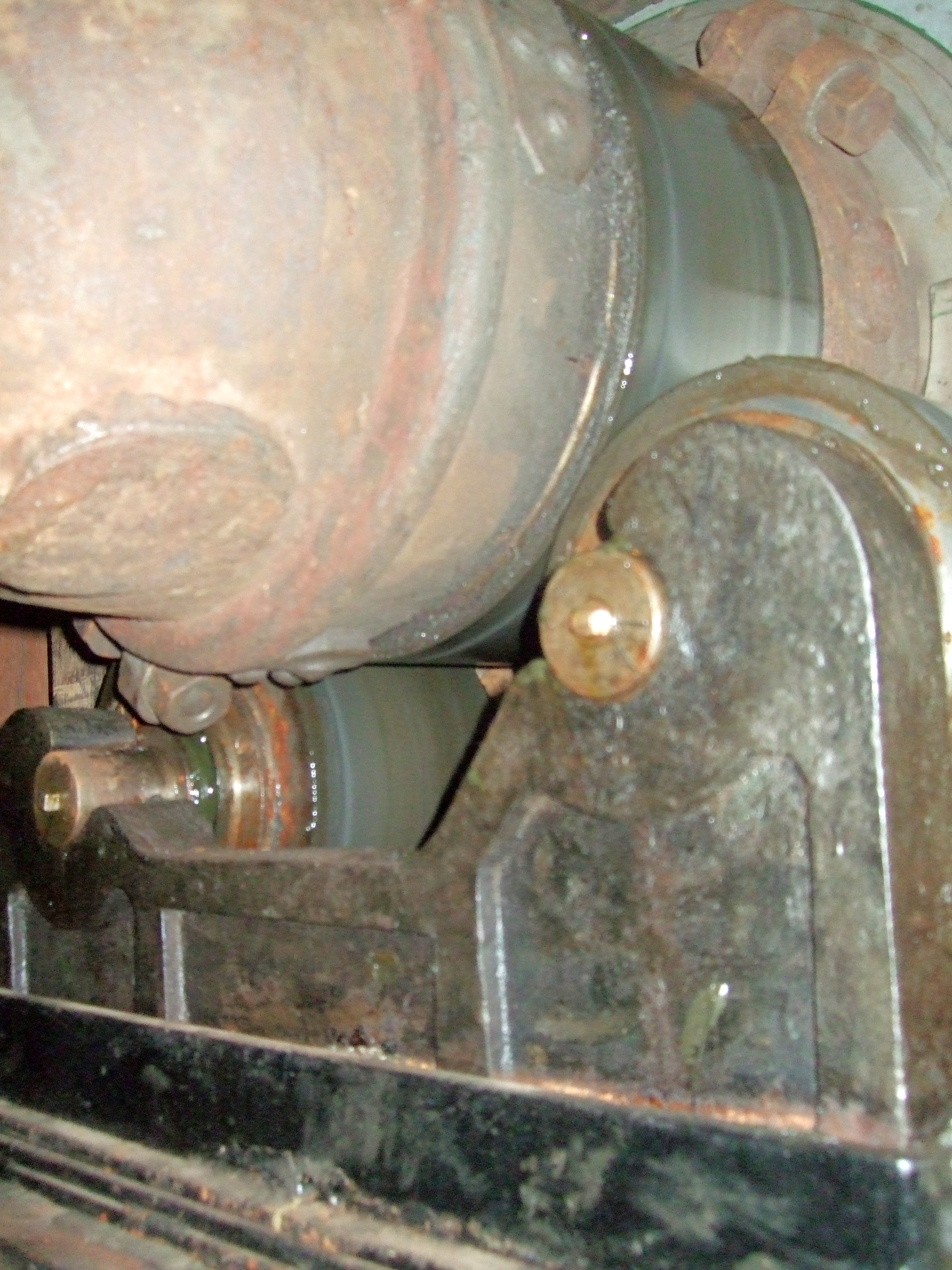
Détail Buitenwegse Molen.
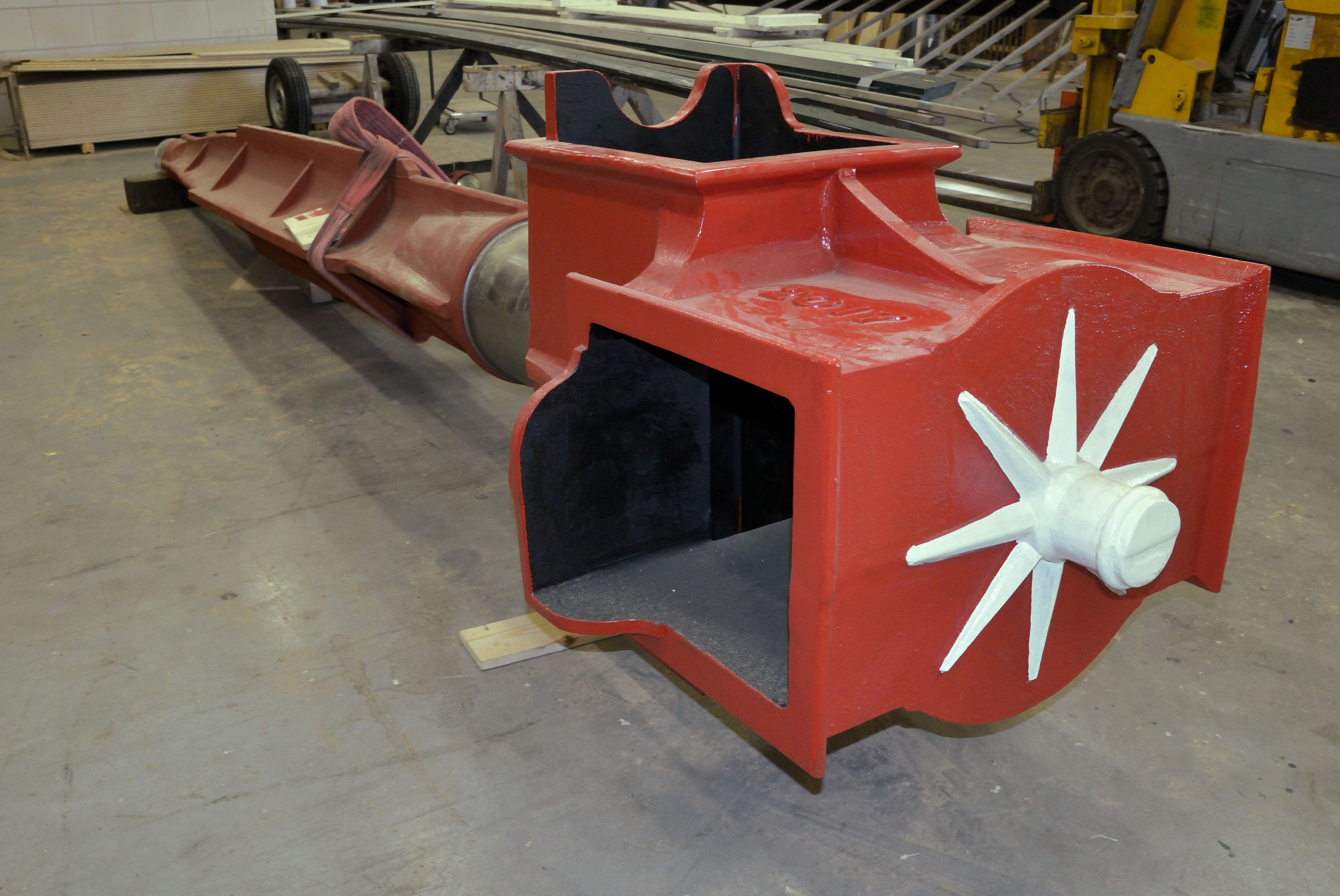
Détail Tolhuys Coornmolen.
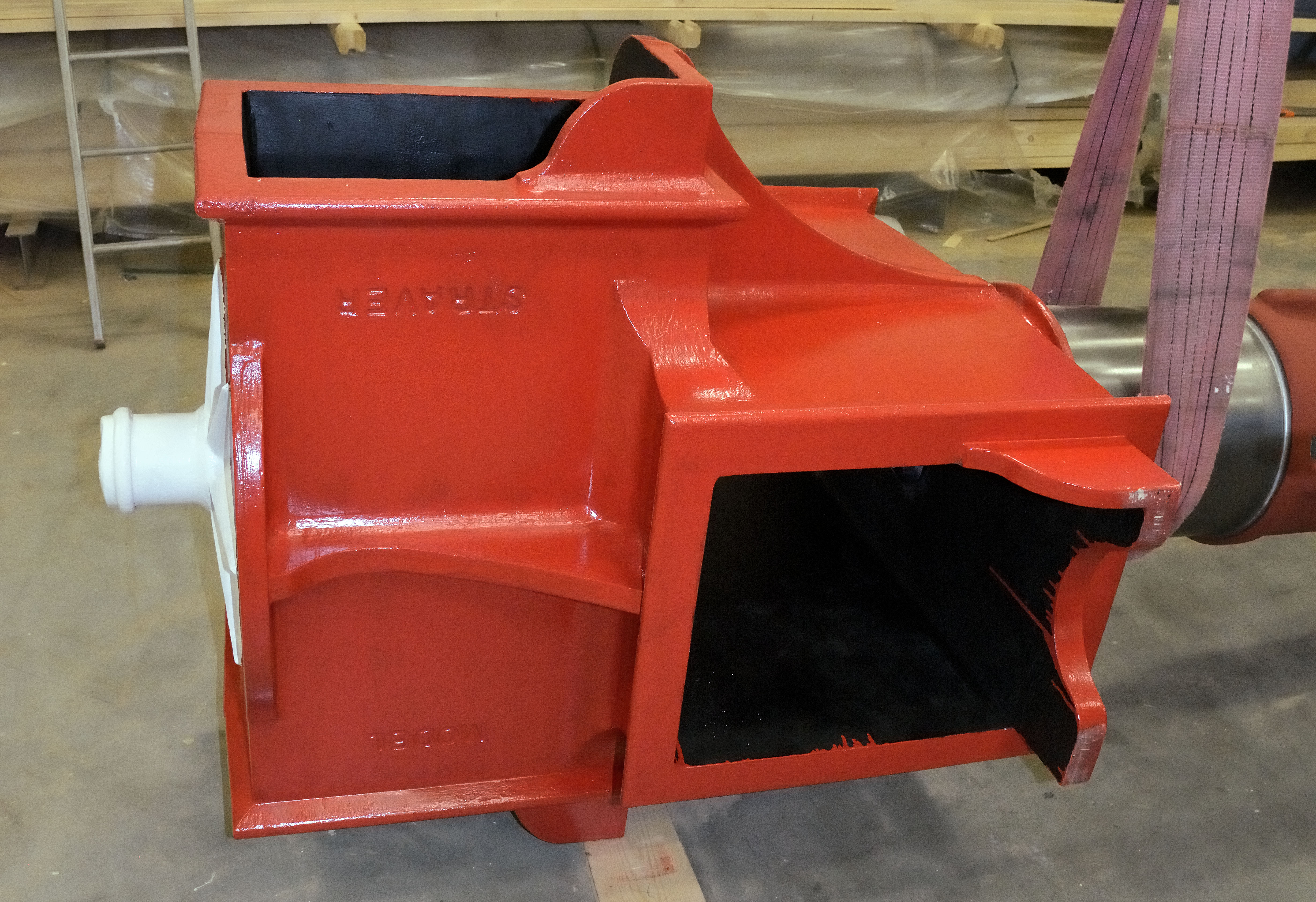
Détail.
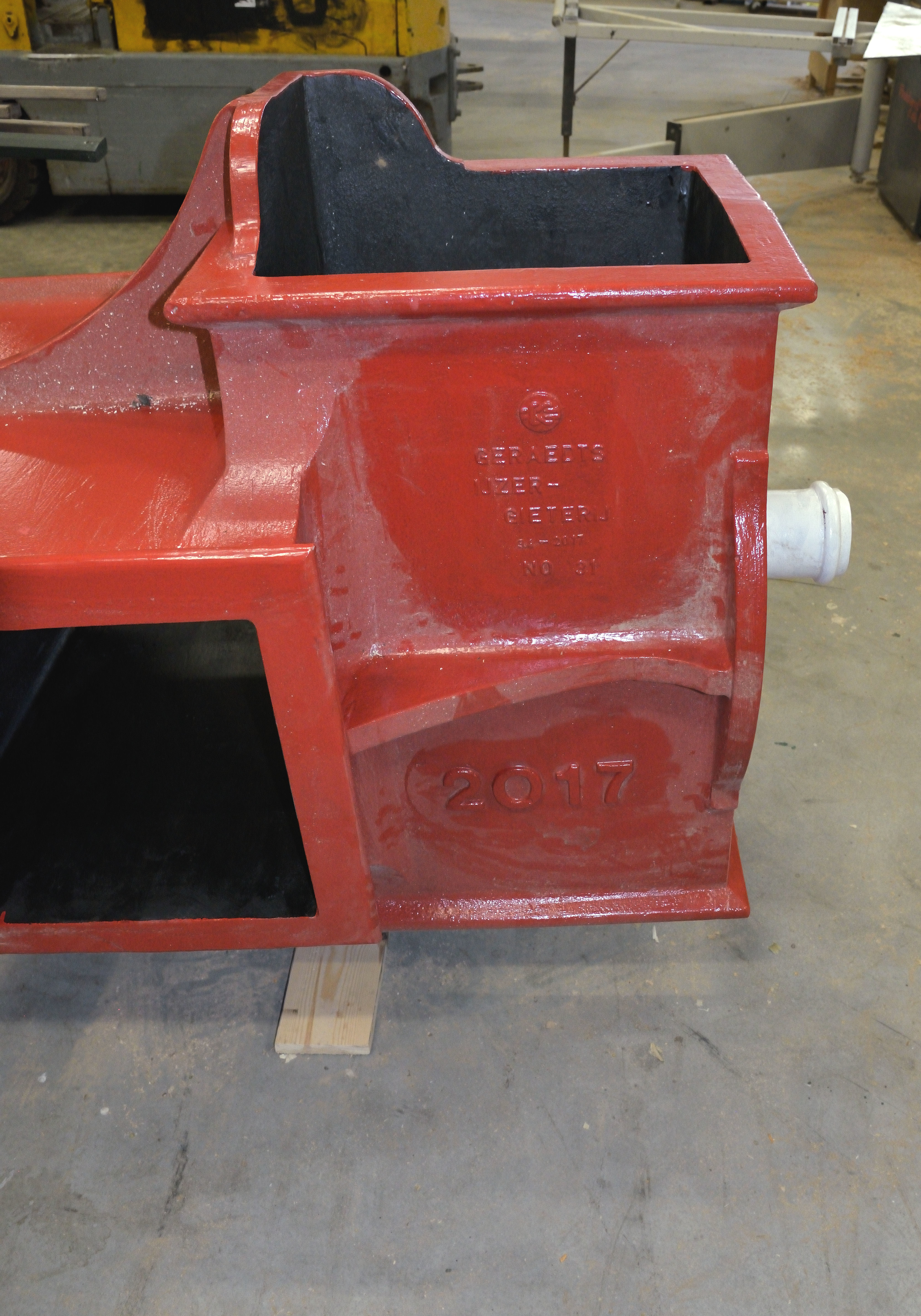
Détail Straver van de Tolhuys Coornmolen. Inscription : Fonderie de fer Geraedts no 31 2017.
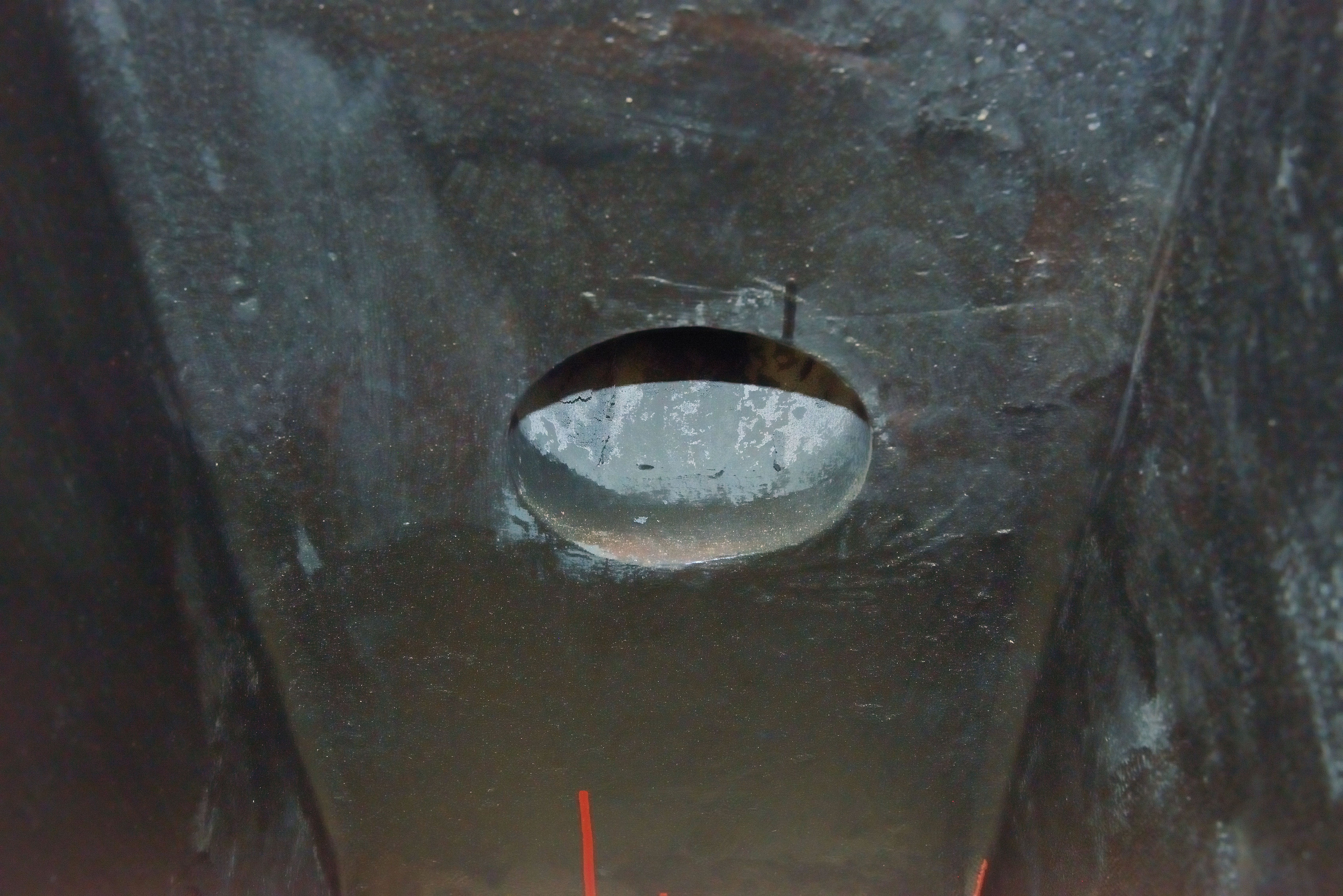
Arbre. Straver van de Tolhuys Coornmolen.